# Arsenal FC 2020/2021
Säsongen 2020/2021 var Arsenals 29:e säsong i Premier League, den totalt 104:e säsongen i högsta divisionen och den 101:a säsongen i rad i den engelska fotbollens högsta division. Förutom den inhemska ligan deltog Arsenal även i FA-cupen och Ligacupen. De var dessutom, för fjärde året i rad, kvalificerade för Uefa Europa League. 
Arsenal startade säsongen med att besegra fjolårets Premier League-mästare Liverpool i FA Community Shield.

## Sammanfattning

### Bakgrund
Arsenals 2020/2021-säsong påbörjades efter en framgångsrik resa i FA-cupen under 2019/2020, en säsong där defensiva svagheter och en brist på kreativitet ledde till en nedslående åttondeplats i ligan –  klubbens sämsta placering på ett kvarts sekel. Men med den nya tränaren (och tidigare cupvinnande kaptenen) Mikel Arteta steg optimismen för den kommande säsongen.
Säsongen 2019/2020 kommer att kommas ihåg för det tre månader långa uppehållet mitt under säsongen till följd av coronavirusutbrottet. Uppehållet påbörjades den 13 mars, dagen efter att Artetas provsvar visat sig vara positivt, och höll i sig ända in i juni. När säsongen återupptogs var det bakom stängda dörrar, och den kommande säsongen förväntas inledas likadant. Spelschemat för Premier League släpptes den 20 augusti, med Arsenal i den inledande matchen mot Fulham den 12 september. Strax därefter annonserade klubben att man hoppas kunna släppa in publik in på Emirates Stadium i hemmamatchen mot Sheffield United den 3 oktober. Så blev det inte.

### Augusti

#### Försäsong
Klubbens första stora övergång för säsongen annonserades den 14 augusti, då det meddelades att den före detta Chelsea-yttern Willian hade skrivit på ett kontrakt som sträcker sig över tre år. Han har tidigare spelat i 339 matcher för Chelsea under loppet av sju år, där han mäktade med 63 mål och vann Premier League två gånger, FA-cupen en gång, Ligacupen en gång och Uefa Europa League en gång. Strax efter att assisterande tränaren, och den tidigare tillfälliga tränaren, Fredrik Ljungberg bestämde sig för att lämna klubben bekräftades det även att Arsenal hade kommit överens om permanenta övergångar för både Cédric Soares och Pablo Marí, som hade varit inlånade till klubben sedan januari. Två dagar senare, då spelare hade anlänt tillbaka på Arsenals träningsanläggning strax söder om London Colney, spelade Arsenal deras enda träningsmatch på Stadium MK mot Milton Keynes Dons från tredjedivisionen. Mohamed Elneny, William Saliba, Emile Smith Rowe, Tyreece John-Jules, James Olayinka och Daniel Ballard gjorde alla sin första match sedan de kommit tillbaka från att ha varit utlånade. Saliba, liksom flera spelare från ungdomsleden, gjorde i denna match sin debut för klubben. Arsenal tog tidigt ledningen sedan Elneny utnyttjat målvakten Lee Nicholls dåliga rensning och sköt bollen i mål med ett distansskott. 2–0 kom inte långt efteråt då Bukayo Saka spelade bollen snett bakåt i motståndarnas straffområde och hittade Eddie Nketiah som satte bollen i mål. Första halvlekens sista mål stod Rob Holding för då han spektakulärt nickade in bollen bakom sin egen målvakt. I andra halvleken hade Arsenal inga problem och egna talangen Mark McGuiness nickade in 3–1 i den 76:e minuten innan Reiss Nelson fastställde resultatet från straffpunkten till 4–1.

#### Community Shield
Arsenal började säsongen med att delta i FA Community Shield för den 24:e gången i lagets historia, mot fjolårets Premier League-mästare Liverpool. Liverpool dominerade till en början matchen, men i den 12:e minuten gjorde Arsenal-kaptenen Pierre-Emerick Aubameyang 1–0 med en skott från precis utanför straffområdet. Liverpool kom in i matchen mer och mer och utjämnade resultatet till 1–1 i den 73:e minuten genom Takumi Minamino. Matchen slutade 1–1 och gick därför direkt till straffar. Liverpools Rhian Brewster var den enda som missade en straff och därmed vann Arsenal sin 16:e Community Shield.

### September
Den 1 september presenterades månadens första övergång, mittbacken Gabriel Magalhães från den franska klubben Lille. Gabriel värvades efter en lovande säsong under säsongen 2019/2020 i Ligue 1. Han hade tidigare varit utlånad av Lille till Avai och Dinamo Zagreb. Mindre än en vecka senare annonserade klubben att de lånar in Dani Ceballos ytterligare en säsong från Real Madrid. Ceballos medverkade i 37 matcher under den föregående säsongen där han mäktade med två mål och två assist och hade en viktig roll i laget från sin djupt sittande mittfältsposition.
Gunners började Premier League-säsongen borta mot nyuppflyttade Fulham på Craven Cottage. Båda brasilianarna Willian och Gabriel debuterade i 3–0-segern efter att ha blivit uttagna i startelvan. Alexandre Lacazette inledde målskyttet efter åtta minuter, sedan att han utnyttjat en retur från Fulhams målvakt Marek Rodák. Willian träffade stolpen på en frispark strax efter och slog även en utmärkt hörna bara fyra minuter in i andra halvleken så att Gabriel kunde nicka in sitt första mål för klubben. Det sista målet stod Pierre-Emerick Aubameyang för, med ett skott upp i bortre krysset , vilket också gav Willian en andra assist i matchen. I samband med matchen blev dessutom Lacazette den första spelare som gjort Premier Leagues första mål vid två olika tillfällen, eftersom han också gjorde det första målet säsongen 2017/2018 endast två minuter in i matchen mot Leicester.
Den 16 september skrev lagkaptenen Aubameyang på ett nytt treårskontrakt med klubben, som rapporterades vara värt "i trakterna av £250,000" per vecka.
I säsongens första hemmamatch, mot West Ham, tog Arsenal ledningen när Alexandre Lacazette gjorde sitt 50:e mål för klubben. Bortalaget kunde kvittera innan halvtid och tog allt mer över matchen innan Eddie Nketiah i slutminuterna avgjorde matchen, 2–1 till Arsenal. Veckan därpå inleddes spelet i Ligacupen borta mot Leicester. Ett självmål av Christian Fuchs och ännu ett sent mål av Nketiah säkrade avancemang till fjärde omgången.
Efter den starka säsongsinledningen väntade två bortamatcher på fyra dagar mot ligamästarna Liverpool. Den första, i ligan, slutade med förlust: 1–3 trots att Lacazette gav Arsenal en tidig ledning.

### Oktober
Torsdag 1 oktober fick Arsenal sin revansch, efter en tät match där målvakterna – Liverpools Adrián och Arsenals Bernd Leno – stod i centrum med flera fenomenala räddningar. Matchen slutade 0–0 och avgjordes på straffar: den elfte och avgörande sattes av Joe Willock, och förde klubben till kvartsfinal mot Manchester City – för tredje året i rad. Dagen därpå lottades Arsenal mot norska Molde, österrikiska Rapid Wien och irländska Dundalk i Europa Leagues gruppspel. Den 3 oktober kom den tredje ligasegern: 2–1 mot bottenlaget Sheffield United efter mål av Bukayo Saka och Nicolas Pépé i mitten av andra halvlek.
På transferperioden sista dag 5 oktober betalade Arsenal de 45 miljoner pund som utköpsklausulen krävde för att värva den ghananske mittfältaren Thomas Partey från Atlético Madrid. Samma dag lånades Lucas Torreira ut, till just Atlético, och Mattéo Guendouzi lånades ut till tyska Hertha Berlin. Klubben meddelade också att 55 anställda skulle sägas upp på grund av lagets covid-ansträngda ekonomi. För en av dessa – Jerry Quy, som under 27 år agerat som maskoten Gunnersaurus – startades en insamling, och Mezut Özil erbjöd sig betala Quays lön.
Efter avbrottet för internationella matcher var det den 18 oktober dags för bortamatch mot Manchester City. Efter ett tidigt mål av Raheem Sterling kunde Arsenal aldrig riktigt hota City, och den första ligaförlusten var ett faktum. När Arsenal två dagar senare registrerade sin 25-mannatrupp för Premier League saknades både Sokratis och Mezut Özil, vilket medförde diskussioner i sociala medier om huruvida Özil spelat sin sista match för klubben.
I första omgången av gruppspelet i Europa League ställdes Arsenal mot Rapid Wien, som man aldrig tidigare mött. Efter ett misstag av Bernd Leno tog hemmalaget tog ledningen, men anförda av "debutanten" Thomas Partey lyckades Arsenal både kvittera – genom David Luiz – och vinna, sedan inhopparen Pierre-Emerick Aubameyang slagit in segelmålet med kvarten kvar.
Sjätte omgångens hemmamatch mot Leicester blev dock en stor besvikelse. Alexandre Lacazettes målnick i fjärde minuten dömdes bort efter VAR-granskning, för att Granit Xhaka – som på inte på något tydligt sätt deltog i förspelet – ansetts vara offside. Arsenal höll länge spelet uppe, men sent i matchen gjorde Jamie Vardy matchens enda mål: 0–1 till gästerna.
I Europa League-matchen mot irländska Dundalk – Arsenals första tävlingsmatch mot irländskt motstånd – fick flera "bänkspelare" chansen, bland dem debuterande målvakten Runar Alex Runarsson. Efter en trög inledning säkrades 3–0-segern genom mål av Eddie Nketiah, Joe Willock och Nicolas Pépé. I slutet av matchen fick unge anfallaren Folarin Balogun göra sitt första inhopp för seniorlaget.

### November
Den 1 november var det så bortamatch på Old Trafford mot traditionella rivalen Manchester United. Efter 0–0 i halvtid fälldes Héctor Bellerín i Uniteds straffområde av Paul Pogba. Domaren Mike Dean pekade på straffpunkten, och lagkaptenen Pierre-Emerick Aubameyang kunde göra sitt andra mål för säsongen. Arsenal höll sedan undan till sin första bortaseger mot något av "Big-Six"-lagen på nästan fem år. Det var också den första bortavinsten mot United sedan 2006, även då med 1–0.
Arsenal tog sin tredje raka seger i hemmamatchen mot norska Molde i Europa League. Molde tog ledningen, men pressades till två självmål innan slutresultatet 4–1 kunde fastställas efter mål av Nicolas Pépé och Joe Willock. Men därmed var formtoppen över. I ligamötet hemma mot Aston Villa sattes Arsenal under hård press: ett självmål av Bukayo Saka och två mål av Villas Ollie Watkins gav slutresultatet 0–3.
Sedan Mohamed Elneny och Sead Kolasinac båda testat positivt för Covid-19 i samband med landslagsuppdrag för Egypten respektive Bosnien, och Thomas Partey tvingats vila på grund av en lårskada han dragit på i matchen mot Aston Villa, var Arsenal försvagat inför bortamatchen mot Leeds. Efter en händelselös första halvlek lät sig Nicolas Pépé provoceras att skalla Leeds-backen Ezgjan Alioski, vilket gav direkt rött kort. Därefter dominerade Leeds matchen, men tack vare en rad fina räddningar av Bernd Leno kunde Arsenal rädda oavgjort, 0–0.
Precis som i första Europa League-matchen mot Molde började Arsenal osäkert på bortaplan, men efter 0–0 i halvtid lossnade det i andra halvlek. Nicolas Pépé träffade först ribban, innan han tryckte in Joe Willocks passning. Eddie Nketiahs mål dömdes bort för offside, men strax därpå slog Willock ett nytt inlägg som Reiss Nelson förvaltade väl. I slutet av halvleken spelade Emile Smith Rowe fram nyss inbytte Folarin Balogun till 3–0.
Därefter väntade en viktig hemmamatch mot Wolverhampton Wanderers. Dramatiken började redan i femte minuten, när David Luiz och Wolves-anfallaren Raúl Jiménez skallade ihop i Arsenals straffområde. Jiménez bars ut på bår, medan Luiz bandagerades (och byttes sedan ut i halvtid). Efter en knapp halvtimme gav Pedro Neto Wolves ledningen, men bara några minuter senare kvittrade Arsenal efter en hörna som Gabriel kunde nicka in. Det var lagets första spelmål sedan 4 oktober mot Sheffield United, men trots flera bra chanser blev det inga fler – i stället räckte Daniel Podences 2–1-mål i slutet av första halvlek till seger för Wolves.

### December
Hemmamatchen mot Rapid Wien i Europa League blev den första på nio månader med (begränsad) publik på läktarna. Alexandre Lacazette öppnade målskyttet med ett vackert långskott, innan Pablo Marí kunde göra sitt första mål för klubben i sin fjärde match efter en lång skadeperiod. Strax innan halvtid lyckades Eddie Nketiah slå in sin egen retur. Gästerna fick ett reduceringsmål innan inbytte Emile Smith Rowe krönte en välspelad match med ett mål som betydde 4–1.
Inte heller denna gång lyckades Arsenal ta med sin fina Europa-form till den inhemska ligan. Den femte förlusten på de sju senaste matcherna kom i Norra London-derbyt mot Tottenham Hotspur. Två individuella försvarsmisstag gav chanser som Son Heung-min och Harry Kane omsatte i två eleganta mål. Resultatet förde Tottenham till ligaledning, medan Arsenal föll till 15:e plats.
Arsenal återhämtade sig när de första gången i klubbens historia klarade ett europeiskt gruppspel utan att tappa poäng genom att besegra Dundalk med 4–2 – vilket också var lagets första klubbmatch någonsin på Irland. Eddie Nketiah gjorde sitt femte mål för säsongen och Mohamed Elneny sitt första på nästan tre år. Joe Willock gjorde sitt tredje för säsongen och inbytte Folarin Balogun noterade både mål och assist.
Sämre gick det 13 december hemma mot Burnley. Efter rött kort för Granit Xhaka och självmål av Pierre-Emerick Aubameyang slutade matchen 0–1, seger för bortalaget. Redan i nästa match, hemma mot Southampton, kunde Aubameyang avsluta sin fem matcher långa måltorka, sedan han utjämnat efter förre Arsenalspelaren Theo Walcotts mål från första halvlek. Dessvärre drog mittbacken Gabriel sedan på sig en utvisning, efter två gula kort inom några minuter, och matchen slutade 1–1.
Efter matchen fick Aubameyang känningar av en vadskada, som höll honom utanför laget i bortamatchen mot Everton på Goodison Park lördag 19 december. Ett självmål av Rob Holding, ett straffmål av Nicolas Pépé, och sedan ett nickmål av Yerry Mina gav segern till "the Toffees".
Förlusten följdes av ännu en besvikelse hemma på Emirates Stadium mot Manchester City, i Ligacupens kvartsfinal. Gabriel Jesus gav gästerna ledningen redan efter två minuter. Alexandre Lacazettes kvittering hjälpte inte mot mål av Riyad Mahrez, Phil Foden och Aymeric Laporte. City vann med 4–1 och Arsenal var ute ur cupen.
Motgångarna följdes dock av en spektakulär hemmaseger mot Chelsea, lagets första på nästan två månader. Aubameyang plågades fortfarande av sin vadskada, så tränaren Mikel Arteta stuvade om i startelvan och lät ungdomarna Gabriel Martinelli och Emile Smith Rowe börja, samtidigt som Pablo Marí gjorde sin första match sedan ligans upptakt och Granit Xhaka var tillbaka efter sin avstängning. I 33:e minuten nådde den schweizske mittfältarens passning fram till Kieran Tierney på vänsterkanten. Skotten drev bollen innanför Chelseabacken Reece James, som fällde honom inne i straffområdet. Domaren Michael Oliver pekade på straffpunkten, och Alexandre Lacazette satte bollen bakom målvakten Édouard Mendy. Strax innan halvtid utökade Xhaka Arsenals ledning på en välplacerad frispark. I andra halvlek ökades ledningen ytterligare, när Bukayo Saka slog vad som såg ut som ett inlägg men gick över målvakten och in i bortre krysset. I 84:e minuten var det nära ett fjärde mål på Sakas hörna när Mohamed Elneny slog en halvvolley i ribban. Bara minuter senare lyckades Tammy Abraham brösta in ett reduceringsmål till 3–1. På övertid fälldes Chelseas Mason Mount i straffområdet av Pablo Marí. Inhopparen Jorginho fick dock se sin straff räddas av Bernd Leno.
Efter en ansträngd 1–0-seger borta mot Brighton lyfte Arsenal från 15:e till 13:e plats i serietabellen. Målet kom efter en löpning längs vänsterkanten av Bukayo Saka, vars inlägg möttes av nyss inbytte Alexandre Lacazette som satte matchens enda mål.

### Januari
Arsenal hoppades kunna vinna sin tredje raka seriematch den 2 januari borta på The Hawthorns mot West Bromwich, som släppt in 13 mål på sina tre senaste matcher. Kraftigt snöfall före och under matcher gav inte de bästa förutsättningarna, men Arsenal började starkt. Ett inlägg från Bukayo Saka i femtonde minuten nådde så när Pierre-Emerick Aubameyang, och knappt tio minuter senare öppnade Kieran Tierney målskyttet sedan han sprungit ifrån backen Darnell Furlong och skruvat in bollen förbi målvakten Sam Johnstone. Fem minuter senare passade Lacazette ut till Emile Smith Rowe, till höger i straffområdet, som nådde den framrusande Saka som satte det andra målet. I slutet av halvleken fick Héctor Bellerín ett gult kort för en sen tackling mot Conor Gallagher; Belleríns sjätte kort, vid tillfället mest i hela Premier League. 2–0 stod sig i halvtid. Två minuter in i andra halvlek fick West Brom sin bästa chans. Kantspelaren Matheus Pereira träffade stolpen och returen styrdes in av Callum Robinson, men målet dömdes bort för offside på Pereira. Tidigt i andra halvlek byttes Ainsley Maitland-Niles in istället för Bellerín, för att inte riskera ett andra gult kort, utvisning och avstängning. I 60:e minuten kom det tredje målet. Ett inlägg från Saka styrdes i stolpen, studsade ut till Smith Rowe, vars skott parerades av målvakten men inte bättre än att bollen hamnade hos Lacazette, som gjorde 3–0. Bara minuter senare gjorde han sitt andra mål för dagen på passning från Tierney. Matchen slutade 4–0 till Arsenal och var den tredje raka segern i ligan, och den andra raka nollan för målvakten Bernd Leno. Arsenal nu upp på elfte plats, med positiv målskillnad för första gången sedan början av november.
Arsenal inledde försvaret av FA-cupen i tredje omgången hemma mot Premier League-laget Newcastle den 9 januari. Trots flera chanser för hemmalaget stod det 0–0 i halvtid. I andra halvlek hade både Joe Willock och bortalagets Andy Carroll vassa chanser som räddades av målvakterna. På övertid gav domaren Chris Kavanagh ett direkt rött kort till Emile Smith Rowe efter en duell med Sean Longstaff, men efter VAR-kontroll ändrades beslutet till gult kort. I första förlängningskvarten tippades Granit Xhakas volley över ribban av Newcastlemålvakten Matt Ritchie, och en straffsituation  där Pierre-Emerick Aubameyang såg ut att ha blivit fälld avfärdades efter VAR. I den andra kvarten lyckades Smith Rowe brösta ner Alexandre Lacazettes passning och trycka in bollen nära ena stolpen. Strax därefter kunde Aubameyang styra in ett inlägg från Kieran Tierney till 2–0, och Arsenal var klara för fjärde omgången.
Arsenal återvände till ligaspelet den 14 januari, hemma mot Crystal Palace, med förhoppning om att vinna fem raka matcher, oavsett tävling. Inget av lagen lyckades dock göra mål, och matchen slutade 0–0. Därefter var det åter dags att möta Newcastle på Emirates. Precis som senast var det mållöst i halvtid, men denna gång kunde Arsenal säkra segern under ordinarie matchtid. Tomas Partey, som gjorde sin första start sedan början av december, slog en lång passning mot Aubameyang som drev bollen förbi backen Emil Kraft innan han satte den bakom Karl Darlow i Newcastles mål. Tio minuter senare ökade Bukayo Saka på efter ett lågt inlägg av Emile Smith Rowe. Mot slutet satte Aubameyang sitt andra mål för dagen, på passning från Cédric, till 3–0.
Sedan var det dags för två matcher på fyra dagar mot Southampton, först i FA-cupens fjärde omgång och därefter i ligan. Cup-mötet den 23 februari avgjordes av ett självmål, sedan Kyle Walker-Peters skott träffat Gabriel och styrts förbi Bernd Leno i Arsenal-målet. Därmed var försöket att försvara FA-cuptiteln över. Även i nästa match, den 26 januari, tog Southampton ledningen, redan efter tre minuter, när Stuart Armstrong satte en halvvolley efter en hörna. Denna gång kunde  Arsenal kvittera snabbt, sedan Granit Xhaka frispelat Nicolas Pépé som slog in bollen bakom Southamptons målvakt Alex McCarthy. I 39:e minuten spelade Alexandre Lacazette fram Bukayo Saka, som rundade målvakten för 2–1-målet. I 72:a minuten återgäldade Saka passningen till Lacazette, som fastställde slutresultatet 3–1. Med den segern tog sig Arsenal upp på tionde plats i ligan för första gången sedan november.
Arsenal avslutade månaden med att bjuda in rivalerna i Manchester United till Emirates den 30 januari. Det började helt jämnt. I 20:e minuten nickade Rob Holding bort en hörna från Luke Shaw till Fred, som tvingade Bernd Leno till en fin räddning. Efter en knapp timme passade United sig fram till en ny chans, för Cavani, men bra försvarsspel från Cédric fick honom att missa målet. I 64:e minuten sköt Lacazette en frispark i ribban. Minuten senare slog Cédric ett inlägg som Victor Lindelöf släppte till Emil Smith Rowe, vars skott tvingade fram en bra räddning från De Gea. Smith Rowe blev sent i matchen utbytt mot nyförvärvet på lån från Real Madrid, Martin Ødegaard. Slutresultatet 0–0 innebar att Arsenal utökade till sju raka matcher utan förlust och behöll sin tionde plats i ligan, medan United tappade chansen att knappa in på ligaledande Manchester City.

### Februari
Den 2 februari åkte Arsenal till Molineux för att möta Wolverhampton. Gunners dominerade inledningen. Redan i första minuten slog Thomas Partey en passning till Bukayo Saka, som rundade målvakten Max Kilman men sköt i bortre stolpen. Efter nio minuter tryckte Saka på halvvolley in en passning från Alexandre Lacazette, men en VAR-granskning visade att Lacazette varit offside. Arsenal fortsatte att pressa och snart träffade Nicolas Pépé stolpen. Pépés nästa försök gick bättre, sedan han dribblat Nélson Semedo, tunnlat Rúben Neves, och lagt in bollen vid bortre stolpen. På övertid fick Wolverhamptonanfallaren Willian José en passning nära straffområdet och drev bollen förbi David Luiz, vars knä träffade José. Domaren Craig Pawson gav Luiz direkt rött kort, vilket godkändes av VAR, och dessutom straff, som Neves satte i nät. Några minuter in i andra halvlek fick João Moutinho på ett skott från drygt 20 meter som passerade Bernd Leno och gick in via stolpen. Än värre blev det fem minuter senare när Leno visades ut, sedan han rusat ut på en kontringsboll men missbedömde studsen och tog med handen. Arsenal tvingades byta in oerfarna målvakten Rúnar Alex Rúnarsson, och fick slutföra matchen med nio man. Därmed var Arsenals sju ligamatcher långa förlustfria svit över.
Nästa match var den 6 februari borta mot Aston Villa, med förre Arsenal-spelaren Emiliano Martínez i hemmalagets mål. Arsenal hade hoppats få revansch för 0–3-förlusten i november, men ett tidigt mål av Villas Ollie Watkins, via Rob Holdings ben förbi Arsenals debuterande reservmålvakt Mathew Ryan, blev matchens enda.
Den 14 februari tog elfteplacerade Arsenal emot ligatian Leeds i månadens första hemmamatch. I 13:e minuten spelade Granit Xhaka fram lagkaptenen Pierre-Emerick Aubameyang, som fintade bort backen Luke Ayling och slog in 1–0 vid målvakten Illan Mesliers närmsta stolpe. I 39:e minuten pressade Bukayo Saka tufft mot Meslier, som till sist fällde Saka. Aubameyang slog straffen i mål till 2–0. Arsenal fortsatte sin höga press och strax innan halvtid kunde Dani Ceballos tunnla fram en passning till Héctor Bellerín, som slog in 3–0. Men matchen var långtifrån över. Bara två minuter in i andra halvlek lyfte Emile Smith Rowe ett inlägg mot bortre stolpen som Aubameyang kunde nicka in till 4–0 – hans första hattrick i Premier League. Med målet passerade Aubameyang – som nionde spelare – också 200 gjorda mål i Europas fem bästa ligor.
Den 18 februari var det dags för 16-delsfinal mot Benfica i Europa League. På grund av reserestriktioner under Corona-pandemin, spelades den första matchen på Olympiastadion i Rom (med Benfica som "hemmalag". Arsenal hade den bästa chansen i första halvlek, sedan Dani Ceballos och Héctor Bellerín samspelat fram till Aubameyang, som dock missade målet. I 53:e minuten nådde en Benfica-hörna fram till Diogo Gonçalves, vars skott blockerades av Emile Smith Rowe, men tog på armen. Efter viss tvekan gav domaren Cüneyt Çakır gult kort till Smith Rowe och dömde straff, som Pizzi säkert satte i mål bakom Bernd Leno. Bara minuter senare kunde Bukayo Saka kvittera efter ett inlägg från Cédric, och matchen slutade 1–1.
Åter i Premier League var det 21 februari dags för hemmamatch mot serieledande Manchester City. Precis som i förra mötet, i oktober, vann City med 1–0 efter mål av Raheem Sterling; den här gången gjordes det enda målet redan i andra spelminuten. City dominerande hela matchen och Arsenal lyckades bara åstadkomma ett enda skott på mål.
Returmötet mot Benfica i Europa League den 25 februari skulle ha varit en hemmamatch på Emirates, men på grund av reserestriktioner i samband med Covid 19-pandemin spelades matchen på neutral plan, den här gången på Karaiskakis-stadion i Pireus, Grekland – hemmaplan för det Olympiakos som i fjolårets turnering slog ut Arsenal tack vare fler gjorda mål på bortaplan. Arsenal fick matchens första chans i 21:a minuten, sedan Bukayo Saka passat Pierre-Emerick Aubameyang, som chippade bollen förbi den utrusande Benfica-målvakten Helton Leite. Strax innan halvtid kunde dock Benfica kvittera på en frispark från Diogo Gonçalves. Strax efter pausen kunde Olympiakos ta ledningen. Målet tillkom efter en målvaktsutspark som Dani Ceballos nickade bakåt mot målvakten Bernd Leno, men som istället friställde Rafa Silva. men det var inte slut där. I 67:e minuten spelade Kieran Tierney fram nyss inbytte Willian, som spelade tillbaks till Tierney som distinkt sköt in kvitteringsmålet i bortre hörnet. Men trots utjämningen var Benfica fortfarande vidare enligt bortamålsregeln. Först i 87:e minuten nådde Bukayo Saka fram till Aubameyang vid bortre stolpen, som kunde nicka in segermålet och föra Arsenal till åttondelsfinal.
För att avsluta månaden begav sig Arsenal till King Power Stadium och möte med Leicester. Tränaren Mikel Arteta vilade flera av de spelare som spelat mot Benfica, bland dem Saka och Aubameyang.  Leicester tog en tidig ledning sedan Youri Tielemans fångat upp en dålig passning från Granit Xhaka, avsedd för Willian, löpt sig fri på högerkanten och tryckt in bollen i bortre hörnet. Inte långt senare överdrev David Luiz och Bernd Leno sitt kortpassande så att Jamie Vardy kunde sno åt sig bollen, men inte bättre än att Leno kunde lägga vantarna på bollen. I 12:e minuten blev Nicolas Pépé fälld när han bröt in i Leicesters straffområde. Domaren Paul Tierney dömde först straff, men en VAR-granskning visade att förseelsen inträffat utanför straffområdet. I 38:e minuten blev Pépé neddragen igen. Willians frispark nickades in av David Luiz. Pépé fortsatte hota Leicester-försvaret och sköt strax före halvtid ett skott just utanför straffområdet som försvararen Wilfred Ndidi blockerade. Denna gång var det domaren som avvaktade men VAR-granskningen visade att Ndidi tagit med handen. Alexandre Lacazette satte straffen säkert bakom Kasper Schmeichel, 2–1 till Arsenal. Tidigt i andra halvlek kunde Pépé fastställa slutresultatet 3–1, efter fint samspel mellan honom, Willian och Martin Ødegaard.

### Mars
Den 6 mars var det bortamatch mot Burnley på Turf Moor. Arsenal fick en tidig ledning efter växelspel mellan Thomas Partey, Willian och Aubameyang, som satte ledningsmålet. Arsenal hade flera chanser att utöka ledningen, men istället var det Burnley som kvitterade genom att utnyttja Arsenal-försvarets misstag. Pablo Marí spelade tillbaka till Bernd Leno, som passade Xhaka, som sökte David Luiz men istället träffade Chris Wood som bröstade in 1–1. Trots åtskilliga Arsenal-chanser, och flera bud på straffsparkar, blev det inga fler mål.
Den 11 mars mötte Arsenal grekiska Olympiakos i den första av två åttondelsfinaler i Europa League – återigen på Olympiakos hemmaarena i Pireus där man nyss mött Benfica. Redan i sjätte minuten spelade Héctor Bellerin fram Aubameyang som via förre Arsenal-spelaren Sokratis axel nickade i ribban. Arsenal dominerade inledningen, och efter hög press passade Thomas Partey till Martin Ødegaard som kunde slå in sitt första mål för Arsenal bakom José Sá. I 58:e minuten krånglade samarbetet mellan Leno, Gabriel och Dani Ceballos, och Youssef El-Arabi tog tillfället att slå in ett inledningsmål för Olympiakos. Olympiakos hade flera chanser att kvittera innan Ødegaard i 79:e minuten slog en kort hörna till Willian, som la in bollen mot Gabriel, som nickade in 2–1. Bara minuter senare sköt nyss inbytte Mohamed Elneny ett skott från 25 meter som målvakten Sá bara kunde styra i stolpen och in. 3–1 var en bra grund inför returmötet.
Säsongens andra North London Derby mot Tottenham ägde rum den 14 mars på Emirates. Trots matchens stors betydelse valde tränaren Mikel Arteta att bänka anfallaren och lagkaptenen Pierre-Emerick Aubameyang av disciplinära skäl . Inledningsvis tycktes valet som ett misstag, då Tottenham efter en halvtimme tog ledningen. Ett inlägg från Gareth Bale nådde Sergio Regulión, som passade Lucas Moura i straffområdet, som i sin tur skarvade till Erik Lamela – nyss inbytt för skadade Son Heung-min – som med en "rabona" (ett skott med ena foten bakom den andra) slog bollen mellan benen på Thomas Partey, förbi David Luiz och utom räckhåll för Bernd Leno i mål. Men Arsenal skulle kvittera innan halvtid.  
Kieran Tierney utmanade Matt Doherty på vänsterkanten och spelade in till Martin Ødegaard i straffområdet. Ødegaards skott träffade Toby Alderweirelds ben och ställde målvakten Hugo Lloris utan chans att hindra norrmannens första Premier League-mål. I 66:e minuten nådde inbytte Pépés passning Alexandre Lacazette, som inte lyckades med sitt volleyskott, men fälldes av Davinson Sánchez varpå domaren Michael Oliver dömde straff för Arsenal som Lacazette själv satte i mål, 2–1. Underläge för Spurs, vars läge försämrades i 76:e minuten när målskytten Lamela drog på sig ett andra gult kort och därmed utvisning. I slutminuterna nickade Harry Kane in ett mål, som dock dömdes bort för offside, och sköt en frispark i stolpen, men Arsenal höll undan och vann.
Den 18 mars tog Arsenal emot Olympiakos i returmatchen i Europa Leagues 16-delsfinal. Efter 3–1-segern på bortaplan hoppades Gunners kunna undvika att bli utslagna av samma lag två år i rad. Arsenal hade flera chanser i första halvlek utan att lyckas göra mål. I början av andra halvlek fick Youssef El-Arabi bollen på vänsterkanten, gick på insidan av David Luiz och sköt ett skott som studsade via Gabriels rygg i mål, 0–1. Arsenal fortsatte att skapa chanser utan att göra mål. Gästerna, som behövde göra två mål för att vinna dubbelmötet, blev alltmer desperata och drog på sig ett rött kort sedan Martinelli fällts av Ousseynou Ba. Till sist räckte det sammanlagda resultatet 3–2 för att Arsenal skulle gå vidare till kvartsfinal i Europa League för tredje gången på fyra säsonger.
I den sista matchen innan uppehållet för internationella matcher mötte Arsenal Londonlaget West Ham borta på London Stadium den 21 mars. Hemmalaget fick en bra start och ledde redan efter 35 minuter med 3–0, efter mål av Jesse Lingard, Jarrod Bowen och Tomáš Souček. Först började Arsenal komma in i matchen. I 38:e minuten nådde högerbacken Calum Chambers inlägg Alexandre Lacazette, som slog in reduceringsmålet via Součeks ben förbi förre Arsenalmålvakten Łukasz Fabiański. Efter en timmes spel slog Chambers ett nytt hårt inlägg, som denna gång gick via West Ham-backen Craig Dawsons ben i mål – ett andra självmål. Kvitteringen kom i 87 minuten. Efter fint samspel mellan Martin Ødegaard och Nicolas Pépé kunde Lacazette slå in kvitteringen, 3–3.

### April
Efter landslagsuppehållet var det hemmamatch mot Liverpool den 2 april. Liverpool dominerade från start, men Arsenal höll tätt i halvtid. Inte förrän i 64 minuten spräcktes nollan, när Trent Alexander-Arnolds inlägg nickades in av Diogo Jota. Några minuter senare gjorde Mohamed Salah ett andra mål. Efter övermodigt försvarsspel mellan Gabriel och Cédric fastställde Jota slutresultattet 3–0 med sitt andra mål för dagen.
Till kvartsfinalen i Europa League lottades Arsenal mot Slavia Prag. Först mötet ägde rum 8 april på Emirates. Efter en trög inledning stod det 0–0 i halvtid. I början av andra halvlek drogs Bukayo Saka ned just utan Slavias straffområde, och Willian sköt den följande frisparken just utanför stolpen. Kvarten senare pressade Lacazette högt upp, fick bollen och chippade den över målvakten Ondřej Kolář  (som för kvällen uppträdde i hjälm och ansiktsmask efter att fått en fraktur i en tidigare match) – i ribban. Lagen bytte nu chanser, tills 86 minuten då inhopparen Pépé verkade säkra en Arsenalvinst med sin chipp över Slaviamålvakten till 1–0. På övertid, efter en hörna, kunde dock Slavia kvittera.
Den 11 april reste Arsenal norrut för att möta Sheffield United på Bramall Lane. "The Gunners" dominerade från start, och redan i tredje minuten sköt Saka strax utanför. Ledningsmålet kom istället i 33 minuten, efter fint kortpassningsspel som involverade Nicolas Pépé, Calum Chambers, Thomas Partey, Alexandre Lacazette, Bukayo Saka och Dani Ceballos innan Lacazette slog bollen i nät. 0–2 kom i 77 minuten då Gabriel Martinelli slog in en retur efter Pépés skott. I 84 minuten hittade Partey genomskärare fram till Lacazette, som med sitt andra mål för dagen – och hans 50:e i Premier League för Arsenal – fastställde slutresultatet 0–3. Med segern gick Arsenal upp till nionde plats i ligan, tack vare bättre målskillnad än Leeds.
Returmötet mot Slavia Prag i Europa Leagues kvartsfinal den 15 april började bra för Arsenal. Redan i 14 minuten träffade Bukayo Saka stolpen och Emile Smith Rowe kunde slå in returen, men efter VAR-granskning dömdes målet bort för offside. I 18 minuten dribblade sig Smith Rowe förbi Slavia-försvaret och passade Nicolas Pépé, som gjorde 1–0. Två minuter senare var det Saka som tog sig in i straffområdet och blev fälld. Den efterföljande straffen slogs i mål av Alexandre Lacazette, 2–0. Det tredje målet kom i 24 minuten. Thomas Partey slog ett långt pass till Calum Chambers, som drev bollen från högerkanten och passade Saka, som slog i 3–0 vid närmsta stolpen. Vid halvtid hade Slavia inte haft ett enda skott på mål, och gjorde därför fyra byten i halvtid – utan att det gjorde större skillnad. Istället kunde Arsenal i 74 minuten göra 4–0, sedan Granit Xhakas långa passning nått Saka, vars inlägg Lacazette förvaltade på bästa sätt. Det sammanlagda resultatet 5–1 innebar att Arsenal var vidare till semifinal – mot förre Arsenaltränaren Unai Emerys nya klubb, spanska Villareal.
Trots storsegern mot Slavia Prag, och trots att man i säsongsinledningen besegrat Fulham enkelt, fick Arsenal – utan malariasjuke lagkaptenen Pierre-Emerick Aubameyang – svårigheter i mötet med "the Cottagers". I slutet av första halvlek nickade Dani Ceballos i mål, men det dömdes bort efter VAR-granskning. En kvart in i andra halvlek fällde Gabriel Fulhams Mario Lemina, och domaren Craig Pawson dömde straff. Josh Maja satte den säkert bakom vikarierande målvakten Mat Ryan. I sjunde förlängningsminuten var det just Ryan som rusat upp på Sakas hörna och nickade vidare till Ceballos, vars skott Fulham-målvakten inte kunde hålla, och Eddie Nketiah kunde peta in kvitteringen till 1–1.
Samma dag som matchen mot Fulham meddelade Arsenal att laget skulle delta i en föreslagen europeisk Superliga, som en av tolv grundande klubbar. Nyheten slog tillbaka i form av hård kritik från fans och experter, inte minst i ljuset av Arsenals mediokra ligaspel. Under hård press, och tillsammans med de fem övriga brittiska klubbarna, meddelade Arsenal redan efter två dagar att man skulle dra sig ur Superligan. Trots detta fortsatte protesterna från fansen, som krävde att den amerikanske ägaren Stan Kroenke skulle lämna klubben.
I ligaspelet fortsatte besvikelserna. Hemma mot Everton den 23 april hade båda lagen vassa chanser och varsin bortdömd straffsituation, men matchen avgjordes sent av Bernd Leno, som fumlade in matchens enda mål. 0–1 till Everton.
Den 29 april var det dags för semifinal i Europa League på Estadio de la Cerámica (tidigare kallad El Madrigal) mot Villareal, som tog ledningen direkt i matchens inledning, och utökade till 2–0 efter en halvtimme. Arsenal hade inte ett enda skott på mål i första halvlek, och när Dani Ceballos tidigt i den andra drog på sig sitt andra gula kort och visades ut såg det dystert ut för bortalaget. I 66 minuten var Villareal nära ett tredje mål, sedan förre Arsenalspelaren Francis Coquelin frispelat Gerard Moreno, men Bernd Leno tippade skottet över ribban. Strax därefter blev Bukayo Saka fälld i straffområdet, och den efterföljande straffen sattes av Nicolas Pépé bakom Villarealmålvakten Gerónimo Rulli. Innan matchen slutade fick även Villareal en spelare utvisad, Étienne Capoue. 2–1 till spanjorerna stod sig, men bortamålet höll hoppet om vändning vid liv.

### Maj
Slutspurten i Premier League inleddes 2 maj borta mot Newcastle på St James Park. Återigen kunde Arsenal ta en tidig ledning. David Luiz slog ett långt pass till Héctor Bellerin, som rundade Newcastle-försvaret och spelade in mot Pierre-Emerick Aubameyang i straffområdet. "Auba" missbedömde skottet och bollen studsade ut till Mohamed Elneny, som på volley tryckte in sitt första ligamål för Arsenal i sin 66:e match. Båda målvakterna tvingades göra viktiga räddningar innan det sånär var dags för Elneny igen, men hans nick räddades på mållinjen. I andra halvlek samspelade Martin Ødegaard med Gabriel Martinelli, som serverade Aubameyang ett inlägg som resulterade i 2–0 till bortalaget. I 90 minuten fick Newcastle dessutom en utvisning, sedan Fabian Schär kapat Martinelli och fått direkt rött kort av domaren Mike Dean.
Med fördel av hemmaplan i returmötet i semifinalen av Europa League 6 maj hade Arsenal hoppats kunna vända ettmålsunderläget mot Villareal. Bortalaget började dock offensivt och tvingade redan i femte minuten Bernd Leno till en akrobatisk räddning. Efter snabbt kortpassningsspel träffade Pierre-Emerick Aubameyang stolpen i 26 minuten, och hade kvarten senare en bra chans till. 0–0 i halvtid. I början av andra halvlek startade Arsenal starkt, med skott strax utanför målet av både av Nicolas Pépé och Emile Smith Rowe. I 79 minuten nickade Aubameyang i stolpen. Matchen slutade mållös och därmed var Arsenal utslaget.
Tre dagar senare var det hemmamatch i ligan mot West Bromwich, som började piggt med flera chanser. I 29 minuten passade Willian till Bukayo Saka, vars låga inlägg sköts i mål på volley av Smith Rowe, som därmed gjorde sitt första Premier League-mål. Bara fem minuter senare tog sig Pépé fram på högerkanten och fick till ett skott med vänsterfoten som landade i bortre krysset: 2–0 till Arsenal. West Brom reducerade i 67 minuten sedan Matheus Pereira sprungit sig fri, men i 90:e kunde Willian fastställa slutresultatet 3–1 på en vacker frispark – hans första för Arsenal på 25 ligamatcher (totalt 37) och sannolikt det sista. I och med förlusten kunde West Bromwich inte längre rädda sig från nedflyttning.
Den 12 maj mötte Arsenal Londonrivalen Chelsea borta på  Stamford Bridge. Ur ett statistiskt perspektiv dominerades matchen av Chelsea, som hade två tredjedelar av bollinnehavet och 19–5 i skott (varav 5–2 på mål). Redan i första halvlek sköt Chelsea åtta skott, mot Arsenals två – men av dessa två var ett på mål, vilket skulle avgöra matchen.
I elfte minuten bröt Kai Havertz ett bakåtpass från Gabriel till Pablo Marí och kom fri mot Bernd Leno, men sköt över. Fyra minuter senare tog Arsenal tillvara ett liknande misstag. När Chelsea försökte spela ut från backlinjen passade Jorginho, hård pressad av Emile Smith Rowe, bakåt mot målvakten Kepa, som dock var ur position och nätt och jämnt kunde förhindra ett självmål. Bollen landade hos Pierre-Emerick Aubameyang som la upp bollen för Smith Rowe, som fick göra sitt andra Premier League-mål på två matcher. I andra halvlek fortsatte Chelsea lika offensivt, och var nära att kvittera genom Christian Pulisic, men målet dömdes bort för offside. I slutminuterna räddades Kurt Zoumas nick av Leno, och inbytte Olivier Giroud slog returen i ribban. Arsenals 1–0-ledning stod sig och laget avancerade i tabellen till åttonde plats, bara en poäng efter Tottenham Hotspur. Noterbart är att detta var första gången sedan säsongen 2003/2004 som Arsenal vann båda matcherna mot Chelsea.
Arsenals sista bortamatch för säsongen 2020/2021 utspelade sig på Selhurst Park i södra London mot Crystal Palace. Matchen var den första på länge med publik, låt vara ett begränsat antal, och den sista för tränaren Roy Hodgson innan pensioneringen. Inledningen av första halvlek var händelsefattig fram till 33 minuten då Jeffrey Schlupp testade Bernd Leno med en volley. Några minuter senare passade sig Bukayo Saka och Kieran Tierney fram längs vänsterkanten tills Tierneys inlägg nådde Nicolas Pépé, som slog in ledningsmålet för Arsenal. Efter dryga timmen kunde Christian Benteke kvittera för Palace, vilket stod sig till övertid. Först slog Martin Ødegaard ett inlägg som inbytte Gabriel Martinelli tog ned och förvaltade till 2–1. Därefter slog Calum Chambers ett inlägg mot Pierre-Emerick Aubameyang, som nickade bollen så att Pépé kunde slå in den och fastställa slutresultatet 3–1 till Arsenal. I och med segern hade Arsenal fortfarande en liten, liten chans att nå europaspel nästa säsong.
I säsongens avslutande match den 23 maj tog Arsenal emot Brighton and Hove Albion hemma på Emirates, som för första gången under året kunde släppa in en begränsad publik. Första halvlek blev mållös, trots att Arsenal hade flera bra chanser. I 49 minuten spade sig Arsenal fram via diagonalpassningar, tills Calum Chambers slog ett inlägg mot straffområdet, där Nicolas Pépé tog emot bollen och sedan slog in 1–0 på halvvolley. Tio minuter senare kunde han utöka ledningen till 2–0, den här gången efter pass från Martin Ødegaard.
Alla matcher i sista omgången startade samtidigt, och för niondeplacerade Arsenal krävdes att flera resultat skulle gå deras väg för att säkra europaspel för 25:e säsongen i rad. När Everton förlorade med hela 5–0 mot mästarna Manchester City innebar det att Arsenal klättrade till åttonde plats i ligan, men mer blev det inte sedan Gareth Bale gjort två sena mål för Tottenham, som därmed slutade på sjunde plats.
När säsongen summerades slutade Alexandre Lacazette som Arsenals bäste målgörare med 17 mål (varav 13 i Premier League), just före Nicolas Pépé på 16 mål och Pierre-Emerick Aubameyang på 15 mål (varav tio vardera i ligan). Tre spelare gjorde lika många målgivande passningar: Bukayo Saka, Emile Smith Rowe och Willian hade alla sju passningar total, men Willian flest i ligan med fem.

## Klubb

### Tröjor
Tillverkare: Adidas / Sponsor: Fly Emirates / Ärm-sponsor: Visit Rwanda
| Hemma · 0 | Borta · 0 | Tredje · 0 |

## Spelartrupp
Notering: Flaggor indikerar spelarnas landslag definierat enligt Fifas behörighetsregler. Spelare kan ha fler än en icke-Fifa nationalitet.
| Nr               | Namn                                  | Nat.                    | Position(er)  | Födelsedatum (Ålder) | Köpt      | Köpt från                | Övergångssumma | Matcher   | Mål       |           |
| Målvakter        | Målvakter                             | Målvakter               | Målvakter     | Målvakter            | Målvakter | Målvakter                | Målvakter      | Målvakter | Målvakter | Målvakter |
| ---------------- | ------------------------------------- | ----------------------- | ------------- | -------------------- | --------- | ------------------------ | -------------- | --------- | --------- | --------- |
| 1                | Bernd Leno                            | Tyskland                | MV            | 4 mars 1992          | 2018      | Bayer Leverkusen         | £19.3M         | 74        | 0         |           |
| 13               | Rúnar Alex Rúnarsson                  | Island                  | MV            | 18 februari 1995     | 2020      | Dijon                    | £1.8m          | 0         | 0         |           |
| 33               | Mathew Ryan                           | Australien              | MV            | 8 april 1992         | 2021      | Brighton                 | Lån            | 0         | 0         |           |
| Försvarare       |                                       |                         |               |                      |           |                          |                |           |           |           |
| 2                | Hector Bellerin (vice-lagkapten)      | Spanien                 | HB / HYB      | 19 mars 1995         | 2013      | Arsenals akademi         | i.u.           | 210       | 8         |           |
| 3                | Kieran Tierney                        | Skottland               | VB / VYB      | 5 juni 1997          | 2019      | Celtic                   | £25M           | 28        | 1         |           |
| 6                | Gabriel                               | Brasilien               | MB            | 19 december 1997     | 2020      | Lille                    | £23.14M        | 4         | 1         |           |
| 16               | Rob Holding                           | England                 | MB            | 20 september 1995    | 2016      | Bolton Wanderers         | £2M            | 82        | 2         |           |
| 17               | Cédric Soares                         | Portugal                | HB / HYB      | 31 augusti 1991      | 2020      | Southampton              | Gratis         | 7         | 1         |           |
| 20               | Shkodran Mustafi                      | Tyskland                | MB            | 17 april 1992        | 2016      | Valencia                 | £35M           | 142       | 9         |           |
| 21               | Calum Chambers                        | England                 | MB / DM       | 20 januari 1995      | 2014      | Southampton              | £16M           | 101       | 4         |           |
| 22               | Pablo Marí                            | Spanien                 | MB            | 31 augusti 1993      | 2020      | Flamengo                 | £7.2M          | 3         | 0         |           |
| 23               | David Luiz                            | Brasilien               | MB            | 22 april 1987        | 2019      | Chelsea                  | £8M            | 48        | 2         |           |
| Mittfältare      |                                       |                         |               |                      |           |                          |                |           |           |           |
| 7                | Bukayo Saka                           | England                 | VM / VB / HM  | 5 september 2001     | 2016      | Arsenals akademi         | i.u.           | 47        | 5         |           |
| 8                | Dani Ceballos                         | Spanien                 | CM / OM       | 25 augusti 1996      | 2019      | Real Madrid              | Lån            | 43        | 2         |           |
| 11               | Martin Ødegaard                       | Norge                   | CM / OM       | 17 december 1998     | 2021      | Real Madrid              | Lån            | 0         | 0         |           |
| 15               | Ainsley Maitland-Niles                | England                 | CM / HB / VYB | 29 augusti 1997      | 2014      | Arsenals akademi         | i.u.           | 106       | 3         |           |
| 18               | Thomas Partey                         | Ghana                   | DM / CM       | 13 juni 1993         | 2020      | Atlético Madrid          | £45M           | 0         | 0         |           |
| 25               | Mohamed Elneny                        | Egypten                 | DM / CM       | 11 juli 1992         | 2016      | Basel                    | £5M            | 95        | 2         |           |
| 28               | Joe Willock                           | England                 | OM / CM       | 20 augusti 1999      | 2015      | Arsenals akademi         | i.u.           | 63        | 8         |           |
| 32               | Emile Smith Rowe                      | England                 | OM / VM       | 28 juni 2000         | 2016      | Arsenals akademi         | i.u.           | 12        | 3         |           |
| 34               | Granit Xhaka                          | Schweiz                 | CM            | 27 september 1992    | 2016      | Borussia Mönchengladbach | £34.5M         | 181       | 12        |           |
| Anfallare        |                                       |                         |               |                      |           |                          |                |           |           |           |
| 9                | Alexandre Lacazette (3:e lagkapten)   | Frankrike               | CA            | 28 maj 1991          | 2017      | Lyon                     | £46.5M         | 131       | 51        |           |
| 12               | Willian                               | Brasilien               | HY / OM       | 9 augusti 1988       | 2020      | Chelsea                  | Gratis         | 5         | 0         |           |
| 14               | Pierre-Emerick Aubameyang (Lagkapten) | Gabon                   | CA / VY       | 18 juni 1989         | 2018      | Borussia Dortmund        | £56M           | 114       | 72        |           |
| 19               | Nicolas Pépé                          | Elfenbenskusten         | HY            | 29 maj 1995          | 2019      | Lille                    | £72M           | 48        | 9         |           |
| 24               | Reiss Nelson                          | England                 | HY            | 10 december 1999     | 2015      | Arsenals akademi         | i.u.           | 40        | 3         |           |
| 30               | Eddie Nketiah                         | England                 | CA            | 30 maj 1999          | 2015      | Arsenals akademi         | i.u.           | 43        | 9         |           |
| 35               | Gabriel Martinelli                    | Brasilien               | VY / CA       | 18 juni 2001         | 2019      | Ituano                   | £6M            | 26        | 10        |           |
| Utlånade spelare |                                       |                         |               |                      |           |                          |                |           |           |           |
| 11               | Lucas Torreira                        | Uruguay                 | DM            | 11 februari 1996     | 2018      | Sampdoria                | £26M           | 89        | 4         |           |
| 27               | Konstantinos Mavropanos               | Grekland                | MB            | 11 december 1997     | 2018      | PAS Giannina             | £1.8M          | 8         | 0         |           |
| 29               | Matteo Guendouzi                      | Frankrike               | CM / DM       | 14 april 1999        | 2018      | FC Lorient               | £7M            | 82        | 1         |           |
| 31               | Sead Kolasinac                        | Bosnien och Hercegovina | VB / VYB      | 20 juni 1993         | 2017      | Schalke 04               | Gratis         | 108       | 5         |           |
| 4                | William Saliba                        | Frankrike               | MB            | 24 mars 2001         | 2019      | Saint-Étienne            | £27M           | 0         | 0         |           |

## Övergångar

### Övergångar in
| Datum             | Position | Namn                 | Från              | Summa         | Lag              | Ref.    |
| ----------------- | -------- | -------------------- | ----------------- | ------------- | ---------------- | ------- |
| 1 juli 2020       | MB       | Pablo Marí           | Flamengo          | £7.2m         | A-lag            | [ 101 ] |
| 1 juli 2020       | HB       | Cédric Soares        | Southampton       | Gratis        | A-lag            | [ 101 ] |
| 14 augusti 2020   | HY       | Willian              | Chelsea           | Gratis        | A-lag            | [ 4 ]   |
| 18 augusti 2020   | VY       | George Lewis         | Fram Larvik       | Gratis        | Arsenals akademi | [ 102 ] |
| 19 augusti 2020   | CM       | Tim Akinola          | Huddersfield Town | Gratis        | Arsenals akademi | [ 103 ] |
| 22 augusti 2020   | OM       | Salah Oulad M'Hand   | Feyenoord         | Gratis        | Arsenals akademi | [ 104 ] |
| 24 augusti 2020   | MB       | Jonathan Dinzeyi     | Tottenham Hotspur | Gratis        | Arsenals akademi | [ 105 ] |
| 1 september 2020  | MB       | Gabriel              | Lille             | £23.14m       | A-lag            | [ 106 ] |
| 21 september 2020 | MV       | Rúnar Alex Rúnarsson | Dijon             | £1.8m         | A-lag            | [ 107 ] |
| 5 oktober 2020    | DM       | Thomas Partey        | Atlético Madrid   | £45m          | A-lag            | [ 108 ] |
| 5 oktober 2020    | ANF      | Nikolaj Möller       | Malmö FF          | Inte avslöjad | Arsenals akademi | [ 109 ] |
| 5 oktober 2020    | HY       | Joel Ideho           | Ajax              | Inte avslöjad | Arsenals akademi | [ 110 ] |
| 7 januari 2021    | MB       | Omar Rekik           | Hertha Berlin     | £500,000      | Arsenals akademi | [ 111 ] |

### Övergångar ut
| Datum             | Position | Namn                      | Till         | Summa         | Lag              | Ref.            |
| ----------------- | -------- | ------------------------- | ------------ | ------------- | ---------------- | --------------- |
| 1 juli 2020       | HB       | Matthew Dennis            | Norwich City | Släppt        | Arsenals akademi | [ 112 ] [ 113 ] |
| 1 juli 2020       | VB       | Tobi Omole                | Kontraktslös | Släppt        | Arsenals akademi | [ 112 ]         |
| 1 juli 2020       | VY       | Nathan Tormey             | Kontraktslös | Släppt        | Arsenals U-23    | [ 114 ]         |
| 1 juli 2020       | MV       | Pedro Virgínia            | Porto        | Inte avslöjad | Arsenals akademi | [ 115 ]         |
| 1 juli 2020       | DM       | Harry Jones               | Swansea City | Gratis        | Arsenals akademi | [ 116 ]         |
| 28 augusti 2020   | CA       | Sam Greenwood             | Leeds United | £3m           | Arsenals akademi | [ 117 ]         |
| 1 september 2020  | OM       | Henrikh Mkhitaryan        | Roma         | Släppt        | A-lag            | [ 118 ]         |
| 16 september 2020 | MV       | Emiliano Martínez         | Aston Villa  | £20m          | A-lag            | [ 119 ] [ 120 ] |
| 8 januari 2021    | GK       | Matt Macey                | Hibernian    | Inte avslöjat | A-lag            | [ 121 ]         |
| 17 januari 2021   | AM       | Mesut Özil                | Fenerbahçe   | Släppt        | A-lag            | [ 122 ]         |
| 20 januari 2021   | CB       | Sokratis Papastathopoulos | Olympiacos   | Släppt        | A-lag            | [ 123 ] [ 124 ] |
| 1 februari 2021   | MB       | Shkodran Mustafi          | Schalke 04   | Släppt        | A-lag            | [ 125 ]         |

### Lånade spelare
| Datum            | Position | Namn            | Från        | Fram till    | Lag   | Ref.   |
| ---------------- | -------- | --------------- | ----------- | ------------ | ----- | ------ |
| 4 september 2020 | CM       | Dani Ceballos   | Real Madrid | 30 juni 2021 | A-lag | [ 11 ] |
| 22 januari 2021  | MV       | Mathew Ryan     | Brighton    | 30 juni 2021 | A-lag |        |
| 27 januari 2021  | CM       | Martin Ødegaard | Real Madrid | 30 juni 2021 | A-lag |        |

### Utlånade spelare
| Datum             | Position | Namn                    | Till                 | Fram till       | Lag           | Ref.    |
| ----------------- | -------- | ----------------------- | -------------------- | --------------- | ------------- | ------- |
| 16 juli 2020      | MB       | Konstantinos Mavropanos | VfB Stuttgart        | 30 juni 2021    | A-lag         | [ 126 ] |
| 10 augusti 2020   | MB       | Zech Medley             | Gillingham           | 30 juni 2021    | Arsenals U-23 | [ 127 ] |
| 10 augusti 2020   | HB       | Zak Swanson             | MVV Maastricht       | 30 juni 2021    | Arsenals U-23 | [ 128 ] |
| 13 augusti 2020   | HY       | Trae Coyle              | Gillingham           | 30 juni 2021    | Arsenals U-23 | [ 129 ] |
| 17 augusti 2020   | CM       | Matt Smith              | Swindon Town         | 30 juni 2021    | Arsenals U-23 | [ 130 ] |
| 25 augusti 2020   | HB       | Jordi Osei-Tutu         | Cardiff City         | 30 juni 2021    | Arsenals U-23 | [ 131 ] |
| 4 september 2020  | DM       | Ben Sheaf               | Coventry City        | 30 juni 2021    | Arsenals U-23 | [ 132 ] |
| 8 september 2020  | ST       | Tyreece John-Jules      | Doncaster Rovers     | 30 juni 2021    | Arsenals U-23 | [ 133 ] |
| 22 september 2020 | CB       | Mark McGuinness         | Ipswich Town         | 30 juni 2021    | Arsenals U-23 | [ 134 ] |
| 5 oktober 2020    | MB       | Daniel Ballard          | Blackpool            | 31 januari 2021 | Arsenals U-23 | [ 135 ] |
| 5 oktober 2020    | CM       | Matteo Guendouzi        | Hertha Berlin        | 30 juni 2021    | A-lag         | [ 136 ] |
| 5 oktober 2020    | DM       | Lucas Torreira          | Atlético Madrid      | 30 juni 2021    | A-lag         | [ 137 ] |
| 8 oktober 2020    | MV       | Dejan Iliev             | Shrewsbury Town      | 31 januari 2021 | Arsenals U-23 | [ 138 ] |
| 8 oktober 2020    | VB       | Tolaji Bola             | Rochdale             | 31 januari 2021 | Arsenals U-23 | [ 139 ] |
| 16 oktober 2020   | MB       | Harry Clarke            | Oldham Athletic      | 20 januari 2021 | Arsenals U-23 | [ 140 ] |
| 17 oktober 2020   | CM       | James Olayinka          | Southend United      | 31 januari 2021 | Arsenals U-23 | [ 141 ] |
| 4 januari 2021    | VB       | Sead Kolasinac          | Schalke 04           | 30 juni 2021    | A-lag         | [ 142 ] |
| 4 januari 2021    | VB       | William Saliba          | OGC Nice             | 30 juni 2021    | Arsenals U-23 | [ 143 ] |
| 1 februari 2021   | MF       | Joe Willock             | Newcastle            | 30 juni 2021    | A-lag         | [ 144 ] |
| 1 februari 2021   | MF       | Ainsley Maitland-Niles  | West Bromwich Albion | 30 juni 2021    | A-lag         | [ 145 ] |

## Försäsong och vänskapsmatcher
Vinst
      Oavgjord
      Förlust
      Matcher
| 1                  | 25 augusti 2020    | Milton Keynes Dons | 1 – 4           | Arsenal                                                                         | Stadium MK                                               |                                                          |
| 19:00 CEST (UTC+2) | 19:00 CEST (UTC+2) | Holding 31′ (sjm.) | (1 – 2) Rapport | 5′ Mohamed Elneny 10′ Eddie Nketiah 76′ Mark Mcguinness 85′ (str.) Reiss Nelson | Milton Keynes, England Publik: 0 Domare: Dean Whitestone | Milton Keynes, England Publik: 0 Domare: Dean Whitestone |
| 19:00 CEST (UTC+2) | 19:00 CEST (UTC+2) |                    |                 |                                                                                 | Milton Keynes, England Publik: 0 Domare: Dean Whitestone | Milton Keynes, England Publik: 0 Domare: Dean Whitestone |
| 19:00 CEST (UTC+2) | 19:00 CEST (UTC+2) |                    |                 |                                                                                 | Milton Keynes, England Publik: 0 Domare: Dean Whitestone | Milton Keynes, England Publik: 0 Domare: Dean Whitestone |

## Turneringar

### Översikt
| Tävling             | Första matchen    | Sista matchen    | Första rundan | Slutlig position | Statistik | Statistik | Statistik | Statistik | Statistik | Statistik | Statistik | Statistik |
| Tävling             | Första matchen    | Sista matchen    | Första rundan | Slutlig position | SM        | V         | O         | F         | GM        | IM        | MS        | Vinst %   |
| ------------------- | ----------------- | ---------------- | ------------- | ---------------- | --------- | --------- | --------- | --------- | --------- | --------- | --------- | --------- |
| Premier League      | 12 september 2020 | 23 maj 2021      | Match 1       | 8                | 38        | 18        | 7         | 13        | 55        | 39        | +16       | 47,37     |
| FA-cupen            | 9 januari 2021    | 23 januari 2021  | Tredje rundan | Fjärde rundan    | 2         | 1         | 0         | 1         | 2         | 1         | +1        | 50,00     |
| Ligacupen           | 21 september 2020 | 22 december 2020 | Tredje rundan | Kvartsfinal      | 3         | 1         | 1         | 1         | 3         | 4         | −1        | 33,33     |
| FA Community Shield | 29 augusti 2020   | 29 augusti 2020  | Final         | Mästare          | 1         | 0         | 1         | 0         | 1         | 1         | +0        | 00,00     |
| Uefa Europa League  | 22 oktober 2020   | 6 maj 2021       | Gruppspel     | Semifinal        | 14        | 9         | 2         | 3         | 33        | 13        | +20       | 64,29     |
| Totalt              | Totalt            | Totalt           | Totalt        | Totalt           | 58        | 29        | 12        | 17        | 94        | 58        | +36       | 50,00     |

### FA Community Shield
| Final              | 29 augusti 2020    | Arsenal                                                                                | 1 – 1                      | Liverpool                                                         | Wembley Stadium                         |                                         |
| 17:30 CEST (UTC+2) | 17:30 CEST (UTC+2) | Pierre-Emerick Aubameyang 12′                                                          | (1 – 0) Rapport            | 73′ Takumi Minamino                                               | London Publik: 0 Domare: Andre Marriner | London Publik: 0 Domare: Andre Marriner |
| 17:30 CEST (UTC+2) | 17:30 CEST (UTC+2) |                                                                                        |                            |                                                                   | London Publik: 0 Domare: Andre Marriner | London Publik: 0 Domare: Andre Marriner |
| 17:30 CEST (UTC+2) | 17:30 CEST (UTC+2) | Reiss Nelson Ainsley Maitland-Niles Cédric Soares David Luiz Pierre-Emerick Aubameyang | Straffsparksläggning 5 – 4 | Mohamed Salah Fabinho Rhian Brewster Takumi Minamino Curtis Jones | London Publik: 0 Domare: Andre Marriner | London Publik: 0 Domare: Andre Marriner |

### Premier League

#### Poängtabell
| Nr | Lag                      | S  | V  | O  | F  | GM | IM | MS  | P  |
| -- | ------------------------ | -- | -- | -- | -- | -- | -- | --- | -- |
| 1  | Manchester City          | 38 | 27 | 5  | 6  | 83 | 32 | +51 | 86 |
| 2  | Manchester United        | 38 | 21 | 11 | 6  | 73 | 44 | +29 | 74 |
| 3  | Liverpool (RM)           | 38 | 20 | 9  | 9  | 68 | 42 | +26 | 69 |
| 4  | Chelsea                  | 38 | 19 | 10 | 9  | 58 | 36 | +22 | 67 |
| 5  | Leicester City           | 38 | 20 | 6  | 12 | 68 | 50 | +18 | 66 |
| 6  | West Ham United          | 38 | 19 | 8  | 11 | 62 | 47 | +15 | 65 |
| 7  | Tottenham Hotspur        | 38 | 18 | 8  | 12 | 68 | 45 | +23 | 62 |
| 8  | Arsenal                  | 38 | 18 | 7  | 13 | 55 | 39 | +16 | 61 |
| 9  | Leeds United (U)         | 38 | 18 | 5  | 15 | 62 | 54 | +8  | 59 |
| 10 | Everton                  | 38 | 17 | 8  | 13 | 47 | 48 | −1  | 59 |
| 11 | Aston Villa              | 38 | 16 | 7  | 15 | 55 | 46 | +9  | 55 |
| 12 | Newcastle United         | 38 | 12 | 9  | 17 | 46 | 62 | −16 | 45 |
| 13 | Wolverhampton Wanderers  | 38 | 12 | 9  | 17 | 36 | 52 | −16 | 45 |
| 14 | Crystal Palace           | 38 | 12 | 8  | 18 | 41 | 66 | −25 | 44 |
| 15 | Southampton              | 38 | 12 | 7  | 19 | 47 | 68 | −21 | 43 |
| 16 | Brighton & Hove Albion   | 38 | 9  | 14 | 15 | 40 | 46 | −6  | 41 |
| 17 | Burnley                  | 38 | 10 | 9  | 19 | 33 | 55 | −22 | 39 |
| 18 | Fulham (U)               | 38 | 5  | 13 | 20 | 27 | 53 | −26 | 28 |
| 19 | West Bromwich Albion (U) | 38 | 5  | 11 | 22 | 35 | 76 | −41 | 26 |
| 20 | Sheffield United         | 38 | 7  | 2  | 29 | 20 | 63 | −43 | 23 |

Regler för fastställande av placering: 1) Poäng; 2) Målskillnad; 3) Gjorda mål; 4) Om mästaren, nedflyttade lag eller lag kvalificerade för Uefa-turneringar inte kan skiljas åt med regler 1 till 3, appliceras regler 4.1 till 4.3 – 4.1) Poäng tagna i inbördes möten mellan aktuella klubbar; 4.2) Gjorda bortamål i inbördes möten mellan aktuella klubbar; 4.3) Playoffs

#### Resultatsammanfattning
| Sammanlagt | Sammanlagt | Sammanlagt | Sammanlagt | Sammanlagt | Sammanlagt | Sammanlagt | Sammanlagt | Hemma | Hemma | Hemma | Hemma | Hemma | Hemma | Borta | Borta | Borta | Borta | Borta | Borta |
| S          | V          | O          | F          | GM         | IM         | MS         | P          | V     | O     | F     | GM    | IM    | MS    | V     | O     | F     | GM    | IM    | MS    |
| ---------- | ---------- | ---------- | ---------- | ---------- | ---------- | ---------- | ---------- | ----- | ----- | ----- | ----- | ----- | ----- | ----- | ----- | ----- | ----- | ----- | ----- |
| 38         | 18         | 7          | 13         | 55         | 39         | +16        | 61         | 8     | 4     | 7     | 24    | 21    | +3    | 10    | 3     | 6     | 31    | 18    | +13   |

Senast uppdaterad: 23 maj 2021

Källa: Premier league

#### Resultat efter omgång
Hemma;
      Borta;
      Vinst;
      Oavgjord;
      Förlust
| Omgång    | 1 | 2 | 3 | 4 | 5 | 6  | 7 | 8  | 9  | 10 | 11 | 12 | 13 | 14 | 15 | 16 | 17 | 18 | 19 | 20 | 21 | 22 | 23 | 24 | 25 | 26 | 27 | 28 | 29 | 30 | 31 | 32 | 33 | 34 | 35 | 36 | 37 | 38 |
| --------- | - | - | - | - | - | -- | - | -- | -- | -- | -- | -- | -- | -- | -- | -- | -- | -- | -- | -- | -- | -- | -- | -- | -- | -- | -- | -- | -- | -- | -- | -- | -- | -- | -- | -- | -- | -- |
| Spelplats | B | H | B | H | B | H  | B | H  | B  | H  | B  | H  | H  | B  | H  | B  | B  | H  | H  | B  | H  | B  | B  | H  | H  | B  | B  | H  | B  | H  | B  | H  | H  | B  | H  | B  | B  | H  |
| Resultat  | V | V | F | V | F | F  | V | F  | O  | F  | F  | F  | O  | F  | V  | V  | V  | O  | V  | V  | O  | F  | F  | V  | F  | V  | O  | V  | O  | F  | V  | O  | F  | V  | V  | V  | V  | V  |
| Position  | 1 | 3 | 5 | 4 | 5 | 11 | 9 | 11 | 12 | 14 | 15 | 15 | 15 | 15 | 15 | 13 | 11 | 11 | 10 | 9  | 10 | 10 | 11 | 10 | 11 | 10 | 10 | 10 | 9  | 10 | 9  | 9  | 10 | 9  | 9  | 9  | 9  | 8  |

Uppdaterat 24 maj 2021.

#### Matcher
Spelschemat för säsongen 2020/2021 släpptes den 20 augusti.
| 1           | 12 september 2020 | Fulham | 0 – 3           | Arsenal                                                                               | Craven Cottage                |                               |
| 12:30 UTC+1 | 12:30 UTC+1       |        | (0 – 1) Rapport | 8′ Alexandre Lacazette 57′ Pierre-Emerick Aubameyang 49′ Gabriel dos Santos Magalhães | Fulham Domare: Chris Kavanagh | Fulham Domare: Chris Kavanagh |
| 12:30 UTC+1 | 12:30 UTC+1       |        |                 |                                                                                       | Fulham Domare: Chris Kavanagh | Fulham Domare: Chris Kavanagh |
| 12:30 UTC+1 | 12:30 UTC+1       |        |                 |                                                                                       | Fulham Domare: Chris Kavanagh | Fulham Domare: Chris Kavanagh |

| 2           | 19 september 2020 | Arsenal                                   | 2 – 1           | West Ham United     | Emirates Stadium                |                                 |
| 20:00 UTC+1 | 20:00 UTC+1       | Alexandre Lacazette 25′ Eddie Nketiah 85′ | (1 – 1) Rapport | 45′ Michail Antonio | Holloway Domare: Michael Oliver | Holloway Domare: Michael Oliver |
| 20:00 UTC+1 | 20:00 UTC+1       |                                           |                 |                     | Holloway Domare: Michael Oliver | Holloway Domare: Michael Oliver |
| 20:00 UTC+1 | 20:00 UTC+1       |                                           |                 |                     | Holloway Domare: Michael Oliver | Holloway Domare: Michael Oliver |

| 3           | 28 september 2020 | Liverpool                                          | 3 – 1           | Arsenal                 | Anfield                        |                                |
| 20:00 UTC+1 | 20:00 UTC+1       | Sadio Mané 28′ Andrew Robertson 34′ Diogo Jota 88′ | (2 – 1) Rapport | 25′ Alexandre Lacazette | Liverpool Domare: Craig Pawson | Liverpool Domare: Craig Pawson |
| 20:00 UTC+1 | 20:00 UTC+1       |                                                    |                 |                         | Liverpool Domare: Craig Pawson | Liverpool Domare: Craig Pawson |
| 20:00 UTC+1 | 20:00 UTC+1       |                                                    |                 |                         | Liverpool Domare: Craig Pawson | Liverpool Domare: Craig Pawson |

| 4           | 3 oktober 2020 | Arsenal                          | 2 – 1   | Sheffield United     | Emirates Stadium           |                            |
| 14:00 UTC+1 | 14:00 UTC+1    | Bukayo Saka 61′ Nicolas Pépé 64′ | Rapport | 84′ David McGoldrick | Holloway Domare: Lee Mason | Holloway Domare: Lee Mason |
| 14:00 UTC+1 | 14:00 UTC+1    |                                  |         |                      | Holloway Domare: Lee Mason | Holloway Domare: Lee Mason |
| 14:00 UTC+1 | 14:00 UTC+1    |                                  |         |                      | Holloway Domare: Lee Mason | Holloway Domare: Lee Mason |

| 5           | 17 oktober 2020 | Manchester City     | 1 – 0           | Arsenal | Etihad Stadium                              |                                             |
| 17:30 UTC+1 | 17:30 UTC+1     | Raheem Sterling 23′ | (1 – 0) Rapport |         | Manchester Publik: 0 Domare: Chris Kavanagh | Manchester Publik: 0 Domare: Chris Kavanagh |
| 17:30 UTC+1 | 17:30 UTC+1     |                     |                 |         | Manchester Publik: 0 Domare: Chris Kavanagh | Manchester Publik: 0 Domare: Chris Kavanagh |
| 17:30 UTC+1 | 17:30 UTC+1     |                     |                 |         | Manchester Publik: 0 Domare: Chris Kavanagh | Manchester Publik: 0 Domare: Chris Kavanagh |

| 6           | 25 oktober 2020 | Arsenal | 0 – 1   | Leicester City  | Emirates Stadium              |                               |
| 19:15 UTC+1 | 19:15 UTC+1     |         | Rapport | 80′ Jamie Vardy | Holloway Domare: Craig Pawson | Holloway Domare: Craig Pawson |
| 19:15 UTC+1 | 19:15 UTC+1     |         |         |                 | Holloway Domare: Craig Pawson | Holloway Domare: Craig Pawson |
| 19:15 UTC+1 | 19:15 UTC+1     |         |         |                 | Holloway Domare: Craig Pawson | Holloway Domare: Craig Pawson |

| 7           | 1 november 2020 | Manchester United | 0 – 1   | Arsenal                              | Old Trafford                           |                                        |
| 16:30 UTC+1 | 16:30 UTC+1     |                   | Rapport | 69′ (str.) Pierre-Emerick Aubameyang | Manchester Publik: 0 Domare: Mike Dean | Manchester Publik: 0 Domare: Mike Dean |
| 16:30 UTC+1 | 16:30 UTC+1     |                   |         |                                      | Manchester Publik: 0 Domare: Mike Dean | Manchester Publik: 0 Domare: Mike Dean |
| 16:30 UTC+1 | 16:30 UTC+1     |                   |         |                                      | Manchester Publik: 0 Domare: Mike Dean | Manchester Publik: 0 Domare: Mike Dean |

| 8           | 8 november 2020 | Arsenal | 0 – 3           | Aston Villa                                   | Emirates Stadium                 |                                  |
| 19:15 UTC±0 | 19:15 UTC±0     |         | (0 – 1) Rapport | 25′ (sjm.) Bukayo Saka 72′, 75′ Ollie Watkins | Holloway Domare: Martin Atkinson | Holloway Domare: Martin Atkinson |
| 19:15 UTC±0 | 19:15 UTC±0     |         |                 |                                               | Holloway Domare: Martin Atkinson | Holloway Domare: Martin Atkinson |
| 19:15 UTC±0 | 19:15 UTC±0     |         |                 |                                               | Holloway Domare: Martin Atkinson | Holloway Domare: Martin Atkinson |

| 9           | 22 november 2020 | Leeds United | 0 – 0   | Arsenal | Elland Road                                     |                                                 |
| 16:30 UTC±0 | 16:30 UTC±0      |              | Rapport |         | Beeston, Leeds Publik: 0 Domare: Anthony Taylor | Beeston, Leeds Publik: 0 Domare: Anthony Taylor |
| 16:30 UTC±0 | 16:30 UTC±0      |              |         |         | Beeston, Leeds Publik: 0 Domare: Anthony Taylor | Beeston, Leeds Publik: 0 Domare: Anthony Taylor |
| 16:30 UTC±0 | 16:30 UTC±0      |              |         |         | Beeston, Leeds Publik: 0 Domare: Anthony Taylor | Beeston, Leeds Publik: 0 Domare: Anthony Taylor |

| 10          | 29 november 2020 | Arsenal                          | 1 – 2           | Wolverhampton Wanderers           | Emirates Stadium                |                                 |
| 19:15 UTC±0 | 19:15 UTC±0      | Gabriel dos Santos Magalhães 30′ | (1 – 2) Rapport | 27′ Pedro Neto 42′ Daniel Podence | Holloway Domare: Michael Oliver | Holloway Domare: Michael Oliver |
| 19:15 UTC±0 | 19:15 UTC±0      |                                  |                 |                                   | Holloway Domare: Michael Oliver | Holloway Domare: Michael Oliver |
| 19:15 UTC±0 | 19:15 UTC±0      |                                  |                 |                                   | Holloway Domare: Michael Oliver | Holloway Domare: Michael Oliver |

| 11          | 6 december 2020 | Tottenham Hotspur                  | 2 – 0           | Arsenal | Tottenham Hotspur Stadium                       |                                                 |
| 16:30 UTC±0 | 16:30 UTC±0     | Son Heung-min 13′ Harry Kane 45+1′ | (2 – 0) Rapport |         | Tottenham Publik: 2 000 Domare: Martin Atkinson | Tottenham Publik: 2 000 Domare: Martin Atkinson |
| 16:30 UTC±0 | 16:30 UTC±0     |                                    |                 |         | Tottenham Publik: 2 000 Domare: Martin Atkinson | Tottenham Publik: 2 000 Domare: Martin Atkinson |
| 16:30 UTC±0 | 16:30 UTC±0     |                                    |                 |         | Tottenham Publik: 2 000 Domare: Martin Atkinson | Tottenham Publik: 2 000 Domare: Martin Atkinson |

| 12          | 13 december 2020 | Arsenal | 0 – 1           | Burnley                              | Emirates Stadium                                    |                                                     |
| 19:15 UTC±0 | 19:15 UTC±0      |         | (0 – 0) Rapport | 73′ (sjm.) Pierre-Emerick Aubameyang | Holloway, London Publik: 2 000 Domare: Graham Scott | Holloway, London Publik: 2 000 Domare: Graham Scott |
| 19:15 UTC±0 | 19:15 UTC±0      |         |                 |                                      | Holloway, London Publik: 2 000 Domare: Graham Scott | Holloway, London Publik: 2 000 Domare: Graham Scott |
| 19:15 UTC±0 | 19:15 UTC±0      |         |                 |                                      | Holloway, London Publik: 2 000 Domare: Graham Scott | Holloway, London Publik: 2 000 Domare: Graham Scott |

| 13          | 16 december 2020 | Arsenal                       | 1 – 1           | Southampton      | Emirates Stadium                                |                                                 |
| 18:00 UTC±0 | 18:00 UTC±0      | Pierre-Emerick Aubameyang 52′ | (0 – 1) Rapport | 18′ Theo Walcott | Holloway, London Publik: 0 Domare: Paul Tierney | Holloway, London Publik: 0 Domare: Paul Tierney |
| 18:00 UTC±0 | 18:00 UTC±0      |                               |                 |                  | Holloway, London Publik: 0 Domare: Paul Tierney | Holloway, London Publik: 0 Domare: Paul Tierney |
| 18:00 UTC±0 | 18:00 UTC±0      |                               |                 |                  | Holloway, London Publik: 0 Domare: Paul Tierney | Holloway, London Publik: 0 Domare: Paul Tierney |

| 14          | 19 december 2020 | Everton                               | 2 – 1           | Arsenal                 | Goodison Park                                  |                                                |
| 17:30 UTC±0 | 17:30 UTC±0      | Rob Holding 22′ (sjm.) Yerry Mina 45′ | (2 – 1) Rapport | 35′ (str.) Nicolas Pépé | Liverpool Publik: 2 000 Domare: Andre Marriner | Liverpool Publik: 2 000 Domare: Andre Marriner |
| 17:30 UTC±0 | 17:30 UTC±0      |                                       |                 |                         | Liverpool Publik: 2 000 Domare: Andre Marriner | Liverpool Publik: 2 000 Domare: Andre Marriner |
| 17:30 UTC±0 | 17:30 UTC±0      |                                       |                 |                         | Liverpool Publik: 2 000 Domare: Andre Marriner | Liverpool Publik: 2 000 Domare: Andre Marriner |

| 15          | 26 december 2020 | Arsenal                                                         | 3 – 1           | Chelsea           | Emirates Stadium                                  |                                                   |
| 17:30 UTC±0 | 17:30 UTC±0      | Alexandre Lacazette 34′ (str.) Granit Xhaka 44′ Bukayo Saka 56′ | (1 – 0) Rapport | 85′ Tammy Abraham | Holloway, London Publik: 0 Domare: Michael Oliver | Holloway, London Publik: 0 Domare: Michael Oliver |
| 17:30 UTC±0 | 17:30 UTC±0      |                                                                 |                 |                   | Holloway, London Publik: 0 Domare: Michael Oliver | Holloway, London Publik: 0 Domare: Michael Oliver |
| 17:30 UTC±0 | 17:30 UTC±0      |                                                                 |                 |                   | Holloway, London Publik: 0 Domare: Michael Oliver | Holloway, London Publik: 0 Domare: Michael Oliver |

| 16          | 29 december 2020 | Brighton & Hove Albion | 0 – 1           | Arsenal                 | Falmer Stadium                             |                                            |
| 18:00 UTC±0 | 18:00 UTC±0      |                        | (0 – 0) Rapport | 66′ Alexandre Lacazette | Brighton Publik: 0 Domare: Martin Atkinson | Brighton Publik: 0 Domare: Martin Atkinson |
| 18:00 UTC±0 | 18:00 UTC±0      |                        |                 |                         | Brighton Publik: 0 Domare: Martin Atkinson | Brighton Publik: 0 Domare: Martin Atkinson |
| 18:00 UTC±0 | 18:00 UTC±0      |                        |                 |                         | Brighton Publik: 0 Domare: Martin Atkinson | Brighton Publik: 0 Domare: Martin Atkinson |

| 17          | 2 januari 2021 | West Bromwich Albion | 0 – 4           | Arsenal                                                         | The Hawthorns                                   |                                                 |
| 20:00 UTC±0 | 20:00 UTC±0    |                      | (0 – 2) Rapport | 66′ Kieran Tierney 28′ Bukayo Saka 61′, 64′ Alexandre Lacazette | West Bromwich Publik: 0 Domare: Martin Atkinson | West Bromwich Publik: 0 Domare: Martin Atkinson |
| 20:00 UTC±0 | 20:00 UTC±0    |                      |                 |                                                                 | West Bromwich Publik: 0 Domare: Martin Atkinson | West Bromwich Publik: 0 Domare: Martin Atkinson |
| 20:00 UTC±0 | 20:00 UTC±0    |                      |                 |                                                                 | West Bromwich Publik: 0 Domare: Martin Atkinson | West Bromwich Publik: 0 Domare: Martin Atkinson |

| 18          | 14 januari 2021 | Arsenal | 0 – 0           | Crystal Palace | Emirates Stadium                                  |                                                   |
| 20:00 UTC±0 | 20:00 UTC±0     |         | (0 – 0) Rapport |                | Holloway, London Publik: 0 Domare: Andre Marriner | Holloway, London Publik: 0 Domare: Andre Marriner |
| 20:00 UTC±0 | 20:00 UTC±0     |         |                 |                | Holloway, London Publik: 0 Domare: Andre Marriner | Holloway, London Publik: 0 Domare: Andre Marriner |
| 20:00 UTC±0 | 20:00 UTC±0     |         |                 |                | Holloway, London Publik: 0 Domare: Andre Marriner | Holloway, London Publik: 0 Domare: Andre Marriner |

| 19          | 18 januari 2021 | Arsenal                                            | 3 – 0           | Newcastle | Emirates Stadium                               |                                                |
| 20:00 UTC±0 | 20:00 UTC±0     | Pierre-Emerick Aubameyang 50′, 77′ Bukayo Saka 60′ | (0 – 0) Rapport |           | Holloway, London Publik: 0 Domare: David Coote | Holloway, London Publik: 0 Domare: David Coote |
| 20:00 UTC±0 | 20:00 UTC±0     |                                                    |                 |           | Holloway, London Publik: 0 Domare: David Coote | Holloway, London Publik: 0 Domare: David Coote |
| 20:00 UTC±0 | 20:00 UTC±0     |                                                    |                 |           | Holloway, London Publik: 0 Domare: David Coote | Holloway, London Publik: 0 Domare: David Coote |

| 20          | 26 januari 2021 | Southampton  | 1 – 3           | Arsenal                                                 | St Mary's Stadium                          |                                            |
| 20:15 UTC±0 | 20:15 UTC±0     | Armstrong 3′ | (1 – 2) Rapport | 8′ Nicolas Pépé 39′ Bukayo Saka 72′ Alexandre Lacazette | Southampton Publik: 0 Domare: Kevin Friend | Southampton Publik: 0 Domare: Kevin Friend |
| 20:15 UTC±0 | 20:15 UTC±0     |              |                 |                                                         | Southampton Publik: 0 Domare: Kevin Friend | Southampton Publik: 0 Domare: Kevin Friend |
| 20:15 UTC±0 | 20:15 UTC±0     |              |                 |                                                         | Southampton Publik: 0 Domare: Kevin Friend | Southampton Publik: 0 Domare: Kevin Friend |

| 21          | 30 januari 2021 | Arsenal | 0 – 0           | Manchester United | Emirates Stadium                        |                                         |
| 17:30 UTC±0 | 17:30 UTC±0     |         | (0 – 0) Rapport |                   | London Publik: 0 Domare: Michael Oliver | London Publik: 0 Domare: Michael Oliver |
| 17:30 UTC±0 | 17:30 UTC±0     |         |                 |                   | London Publik: 0 Domare: Michael Oliver | London Publik: 0 Domare: Michael Oliver |
| 17:30 UTC±0 | 17:30 UTC±0     |         |                 |                   | London Publik: 0 Domare: Michael Oliver | London Publik: 0 Domare: Michael Oliver |

| 22          | 2 februari 2021 | Wolverhanpton Wanderers        | 2 – 1           | Arsenal          | Molieneux                                    |                                              |
| 18:00 UTC±0 | 18:00 UTC±0     | Neves 45+5′ (str) Moutinho 49′ | (1 – 1) Rapport | 32′ Nicolas Pépé | Wolverhampton Publik: 0 Domare: Craig Pawson | Wolverhampton Publik: 0 Domare: Craig Pawson |
| 18:00 UTC±0 | 18:00 UTC±0     |                                |                 |                  | Wolverhampton Publik: 0 Domare: Craig Pawson | Wolverhampton Publik: 0 Domare: Craig Pawson |
| 18:00 UTC±0 | 18:00 UTC±0     |                                |                 |                  | Wolverhampton Publik: 0 Domare: Craig Pawson | Wolverhampton Publik: 0 Domare: Craig Pawson |

| 23          | 6 februari 2021 | Aston Villa | 1 – 0           | Arsenal | Villa Park                              |                                         |
| 12:30 UTC±0 | 12:30 UTC±0     | Watkins 02′ | (1 – 0) Rapport |         | Aston Publik: 0 Domare: Chris Kavanough | Aston Publik: 0 Domare: Chris Kavanough |
| 12:30 UTC±0 | 12:30 UTC±0     |             |                 |         | Aston Publik: 0 Domare: Chris Kavanough | Aston Publik: 0 Domare: Chris Kavanough |
| 12:30 UTC±0 | 12:30 UTC±0     |             |                 |         | Aston Publik: 0 Domare: Chris Kavanough | Aston Publik: 0 Domare: Chris Kavanough |

| 24          | 14 februari 2021 | Arsenal                                     | 4 – 2           | Leeds United          | Emirates Stadium                                 |                                                  |
| 16:30 UTC±0 | 16:30 UTC±0      | Aubameyang 13′, 41 (str)′, 47′ Bellerín 45′ | (3 – 0) Rapport | 58′ Struijk 69′ Costa | Holloway, London Publik: 0 Domare: Stuart Atwell | Holloway, London Publik: 0 Domare: Stuart Atwell |
| 16:30 UTC±0 | 16:30 UTC±0      |                                             |                 |                       | Holloway, London Publik: 0 Domare: Stuart Atwell | Holloway, London Publik: 0 Domare: Stuart Atwell |
| 16:30 UTC±0 | 16:30 UTC±0      |                                             |                 |                       | Holloway, London Publik: 0 Domare: Stuart Atwell | Holloway, London Publik: 0 Domare: Stuart Atwell |

| 25          | 21 februari 2021 | Arsenal | 0 – 1           | Manchester City | Emirates Stadium                                 |                                                  |
| 16:30 UTC±0 | 16:30 UTC±0      |         | (0 – 1) Rapport | 02′ Sterling    | Holloway, London Publik: 0 Domare: Jonathan Moss | Holloway, London Publik: 0 Domare: Jonathan Moss |
| 16:30 UTC±0 | 16:30 UTC±0      |         |                 |                 | Holloway, London Publik: 0 Domare: Jonathan Moss | Holloway, London Publik: 0 Domare: Jonathan Moss |
| 16:30 UTC±0 | 16:30 UTC±0      |         |                 |                 | Holloway, London Publik: 0 Domare: Jonathan Moss | Holloway, London Publik: 0 Domare: Jonathan Moss |

| 26          | 28 februari 2021 | Leicester    | 1 – 3           | Arsenal                                 | King Power Stadium                       |                                          |
| 13:00 UTC+1 | 13:00 UTC+1      | Tielemans 6′ | (1 – 2) Rapport | 39′ Luiz 45+2′ Lacazette (str) 52′ Pépé | Leicester Publik: 0 Domare: Paul Tierney | Leicester Publik: 0 Domare: Paul Tierney |
| 13:00 UTC+1 | 13:00 UTC+1      |              |                 |                                         | Leicester Publik: 0 Domare: Paul Tierney | Leicester Publik: 0 Domare: Paul Tierney |
| 13:00 UTC+1 | 13:00 UTC+1      |              |                 |                                         | Leicester Publik: 0 Domare: Paul Tierney | Leicester Publik: 0 Domare: Paul Tierney |

| 27          | 6 mars 2021 | Burnley  | 1 – 1           | Arsenal        | Turf Moor                                |                                          |
| 13:30 UTC+1 | 13:30 UTC+1 | Wood 39′ | (1 – 1) Rapport | 06′ Aubameyang | Burnley Publik: 0 Domare: Andre Marriner | Burnley Publik: 0 Domare: Andre Marriner |
| 13:30 UTC+1 | 13:30 UTC+1 |          |                 |                | Burnley Publik: 0 Domare: Andre Marriner | Burnley Publik: 0 Domare: Andre Marriner |
| 13:30 UTC+1 | 13:30 UTC+1 |          |                 |                | Burnley Publik: 0 Domare: Andre Marriner | Burnley Publik: 0 Domare: Andre Marriner |

| 28          | 14 mars 2021 | Arsenal                          | 2 – 1           | Tottenham  | Emirates Stadium                                  |                                                   |
| 17:30 UTC±0 | 17:30 UTC±0  | Ødegaard 44′ Lacazette 64′ (str) | (1 – 1) Rapport | 33′ Lamela | Holloway, London Publik: 0 Domare: Michael Oliver | Holloway, London Publik: 0 Domare: Michael Oliver |
| 17:30 UTC±0 | 17:30 UTC±0  |                                  |                 |            | Holloway, London Publik: 0 Domare: Michael Oliver | Holloway, London Publik: 0 Domare: Michael Oliver |
| 17:30 UTC±0 | 17:30 UTC±0  |                                  |                 |            | Holloway, London Publik: 0 Domare: Michael Oliver | Holloway, London Publik: 0 Domare: Michael Oliver |

| 29          | 21 mars 2021 | West Ham                         | 3 – 3           | Arsenal                                                   | London Stadium                                    |                                                   |
| 16:00 UTC+1 | 16:00 UTC+1  | Lingard 15′ Bowen 17′ Souček 32′ | (3 – 1) Rapport | 38′ Souček (självmål) 38′ Dawson (självmål) 82′ Lacazette | Stratford, London Publik: 0 Domare: Jonathan Moss | Stratford, London Publik: 0 Domare: Jonathan Moss |
| 16:00 UTC+1 | 16:00 UTC+1  |                                  |                 |                                                           | Stratford, London Publik: 0 Domare: Jonathan Moss | Stratford, London Publik: 0 Domare: Jonathan Moss |
| 16:00 UTC+1 | 16:00 UTC+1  |                                  |                 |                                                           | Stratford, London Publik: 0 Domare: Jonathan Moss | Stratford, London Publik: 0 Domare: Jonathan Moss |

| 30          | 3 april 2021 | Arsenal | 0 – 3           | Liverpool                   | Emirates Stadium                                 |                                                  |
| 21:00 UTC±0 | 21:00 UTC±0  |         | (0 – 0) Rapport | 64′ Jota 82′ Salah 82′ Jota | Holloway, London Publik: 0 Domare: Stuart Atwell | Holloway, London Publik: 0 Domare: Stuart Atwell |
| 21:00 UTC±0 | 21:00 UTC±0  |         |                 |                             | Holloway, London Publik: 0 Domare: Stuart Atwell | Holloway, London Publik: 0 Domare: Stuart Atwell |
| 21:00 UTC±0 | 21:00 UTC±0  |         |                 |                             | Holloway, London Publik: 0 Domare: Stuart Atwell | Holloway, London Publik: 0 Domare: Stuart Atwell |

| 31          | 10 april 2021 | Sheffield United | 0 – 3           | Arsenal                                    | Bramall Lane                             |                                          |
| 16:00 UTC+1 | 16:00 UTC+1   |                  | (0 – 1) Rapport | 33′ Lacazette 71′ Martinelli 85′ Lacazette | Sheffield Publik: 0 Domare: Peter Bankes | Sheffield Publik: 0 Domare: Peter Bankes |
| 16:00 UTC+1 | 16:00 UTC+1   |                  |                 |                                            | Sheffield Publik: 0 Domare: Peter Bankes | Sheffield Publik: 0 Domare: Peter Bankes |
| 16:00 UTC+1 | 16:00 UTC+1   |                  |                 |                                            | Sheffield Publik: 0 Domare: Peter Bankes | Sheffield Publik: 0 Domare: Peter Bankes |

| 32          | 18 april 2021 | Arsenal      | 1 – 1           | Fulham          | Emirates Stadium                      |                                       |
| 14:30 UTC±0 | 14:30 UTC±0   | Nketia 90+7′ | (0 – 0) Rapport | 59′ (str.) Maja | Holloway, London Domare: Craig Pawson | Holloway, London Domare: Craig Pawson |
| 14:30 UTC±0 | 14:30 UTC±0   |              |                 |                 | Holloway, London Domare: Craig Pawson | Holloway, London Domare: Craig Pawson |
| 14:30 UTC±0 | 14:30 UTC±0   |              |                 |                 | Holloway, London Domare: Craig Pawson | Holloway, London Domare: Craig Pawson |

| 33          | 23 april 2021 | Arsenal | 0 – 1   | Everton             | Emirates Stadium                                 |                                                  |
| 16:00 UTC±0 | 16:00 UTC±0   |         | Rapport | 76′ (Självmål) Leno | Holloway, London Publik: 0 Domare: Jonathan Moss | Holloway, London Publik: 0 Domare: Jonathan Moss |
| 16:00 UTC±0 | 16:00 UTC±0   |         |         |                     | Holloway, London Publik: 0 Domare: Jonathan Moss | Holloway, London Publik: 0 Domare: Jonathan Moss |
| 16:00 UTC±0 | 16:00 UTC±0   |         |         |                     | Holloway, London Publik: 0 Domare: Jonathan Moss | Holloway, London Publik: 0 Domare: Jonathan Moss |

| 34          | 2 maj 2021  | Newcastle United | 0 – 2           | Arsenal                   | St. James Park                        |                                       |
| 16:00 UTC+1 | 16:00 UTC+1 |                  | (0 – 1) Rapport | 05′ Elneny 66′ Aubameyang | Newcastle Publik: 0 Domare: Mike Dean | Newcastle Publik: 0 Domare: Mike Dean |
| 16:00 UTC+1 | 16:00 UTC+1 |                  |                 |                           | Newcastle Publik: 0 Domare: Mike Dean | Newcastle Publik: 0 Domare: Mike Dean |
| 16:00 UTC+1 | 16:00 UTC+1 |                  |                 |                           | Newcastle Publik: 0 Domare: Mike Dean | Newcastle Publik: 0 Domare: Mike Dean |

| 35          | 9 maj 2021  | Arsenal                             | 3 – 1           | West Bromwich Albion | Emirates Stadium                                |                                                 |
| 16:00 UTC±0 | 16:00 UTC±0 | Smith Rowe 29′ Pépé 35′ Willian 90′ | (2 – 0) Rapport | 67′ Pereira          | Holloway, London Publik: 0 Domare: Peter Bankes | Holloway, London Publik: 0 Domare: Peter Bankes |
| 16:00 UTC±0 | 16:00 UTC±0 |                                     |                 |                      | Holloway, London Publik: 0 Domare: Peter Bankes | Holloway, London Publik: 0 Domare: Peter Bankes |
| 16:00 UTC±0 | 16:00 UTC±0 |                                     |                 |                      | Holloway, London Publik: 0 Domare: Peter Bankes | Holloway, London Publik: 0 Domare: Peter Bankes |

| 36          | 12 maj 2021 | Chelsea | 0 – 1           | Arsenal        | Stamford Bridge                         |                                         |
| 20:45 UTC+1 | 20:45 UTC+1 |         | (0 – 1) Rapport | 16′ Smith Rowe | Fulham Publik: 0 Domare: Andre Marriner | Fulham Publik: 0 Domare: Andre Marriner |
| 20:45 UTC+1 | 20:45 UTC+1 |         |                 |                | Fulham Publik: 0 Domare: Andre Marriner | Fulham Publik: 0 Domare: Andre Marriner |
| 20:45 UTC+1 | 20:45 UTC+1 |         |                 |                | Fulham Publik: 0 Domare: Andre Marriner | Fulham Publik: 0 Domare: Andre Marriner |

| 37          | 15 maj 2021 | Crystal Palace | 1 – 3           | Arsenal                              | Selhurst Park                                  |                                                |
| 20:00 UTC+1 | 20:00 UTC+1 | Benteke 29′    | (0 – 1) Rapport | 35′ Pépé 90+1′ Martinelli 90+5′ Pépé | Selhurst Publik: 10 000 Domare: Anthony Taylor | Selhurst Publik: 10 000 Domare: Anthony Taylor |
| 20:00 UTC+1 | 20:00 UTC+1 |                |                 |                                      | Selhurst Publik: 10 000 Domare: Anthony Taylor | Selhurst Publik: 10 000 Domare: Anthony Taylor |
| 20:00 UTC+1 | 20:00 UTC+1 |                |                 |                                      | Selhurst Publik: 10 000 Domare: Anthony Taylor | Selhurst Publik: 10 000 Domare: Anthony Taylor |

| 38          | 23 maj 2021 | Arsenal           | 2 – 0           | Brighton & Hove Albion | Emirates Stadium                                      |                                                       |
| 17:00 UTC±0 | 17:00 UTC±0 | Pépé 49′ Pépé 60′ | (0 – 0) Rapport |                        | Holloway, London Publik: 10 000 Domare: Jonathan Moss | Holloway, London Publik: 10 000 Domare: Jonathan Moss |
| 17:00 UTC±0 | 17:00 UTC±0 |                   |                 |                        | Holloway, London Publik: 10 000 Domare: Jonathan Moss | Holloway, London Publik: 10 000 Domare: Jonathan Moss |
| 17:00 UTC±0 | 17:00 UTC±0 |                   |                 |                        | Holloway, London Publik: 10 000 Domare: Jonathan Moss | Holloway, London Publik: 10 000 Domare: Jonathan Moss |

### FA-cupen
Den tredje omgången lottades 30 november, inför det att lag från Premier League och EFL Championship gick in i turneringen. Lottningen för fjärde och femte omgången gjordes 11 januari, under ledning av Peter Crouch.
| 3 rund.     | 9 januari 2021 | Arsenal                                              | 2 – 0           | Newcastle United | Emirates Stadium                                  |                                                   |
| 17:30 UTC±0 | 17:30 UTC±0    | Emile Smith Rowe 109′ Pierre-Emerick Aubameyang 117′ | (0 – 0) Rapport |                  | Holloway, London Publik: 0 Domare: Chris Kavanagh | Holloway, London Publik: 0 Domare: Chris Kavanagh |
| 17:30 UTC±0 | 17:30 UTC±0    |                                                      |                 |                  | Holloway, London Publik: 0 Domare: Chris Kavanagh | Holloway, London Publik: 0 Domare: Chris Kavanagh |
| 17:30 UTC±0 | 17:30 UTC±0    |                                                      |                 |                  | Holloway, London Publik: 0 Domare: Chris Kavanagh | Holloway, London Publik: 0 Domare: Chris Kavanagh |

| 4 rund.     | 23 januari 2021 | Southampton        | 1 – 0           | Arsenal | St Mary's Stadium                          |                                            |
| 12:15 UTC±0 | 12:15 UTC±0     | Gabriel 24′ (sjm.) | (0 – 0) Rapport |         | Southampton Publik: 0 Domare: Peter Bankes | Southampton Publik: 0 Domare: Peter Bankes |
| 12:15 UTC±0 | 12:15 UTC±0     |                    |                 |         | Southampton Publik: 0 Domare: Peter Bankes | Southampton Publik: 0 Domare: Peter Bankes |
| 12:15 UTC±0 | 12:15 UTC±0     |                    |                 |         | Southampton Publik: 0 Domare: Peter Bankes | Southampton Publik: 0 Domare: Peter Bankes |

### Ligacupen
| 3 rund.     | 23 september 2020 | Leicester City | 0 – 2           | Arsenal                                      | King Power Stadium                       |                                          |
| 19:45 UTC+1 | 19:45 UTC+1       |                | (0 – 0) Rapport | 57′ (sjm.) Christian Fuchs 90′ Eddie Nketiah | Leicester Publik: 0 Domare: Peter Bankes | Leicester Publik: 0 Domare: Peter Bankes |
| 19:45 UTC+1 | 19:45 UTC+1       |                |                 |                                              | Leicester Publik: 0 Domare: Peter Bankes | Leicester Publik: 0 Domare: Peter Bankes |
| 19:45 UTC+1 | 19:45 UTC+1       |                |                 |                                              | Leicester Publik: 0 Domare: Peter Bankes | Leicester Publik: 0 Domare: Peter Bankes |

| 4 rund.     | 1 oktober 2020 | Liverpool                                                                               | 0 – 0                      | Arsenal                                                                                          | Anfield                                  |                                          |
| 19:45 UTC+1 | 19:45 UTC+1    |                                                                                         | (0 – 0) Rapport            |                                                                                                  | Liverpool Publik: 0 Domare: Kevin Friend | Liverpool Publik: 0 Domare: Kevin Friend |
| 19:45 UTC+1 | 19:45 UTC+1    |                                                                                         |                            |                                                                                                  | Liverpool Publik: 0 Domare: Kevin Friend | Liverpool Publik: 0 Domare: Kevin Friend |
| 19:45 UTC+1 | 19:45 UTC+1    | James Milner Georginio Wijnaldum Takumi Minamino Divock Origi Curtis Jones Harry Wilson | Straffsparksläggning 4 – 5 | Alexandre Lacazette Cédric Soares Mohamed Elneny Ainsley Maitland-Niles Nicolas Pépé Joe Willock | Liverpool Publik: 0 Domare: Kevin Friend | Liverpool Publik: 0 Domare: Kevin Friend |

| Kvartsfinal | 22 december 2020 | Arsenal       | 1 – 4           | Manchester City                                    | Emirates Stadium                                 |                                                  |
| 21:00 UTC+1 | 21:00 UTC+1      | Lacazette 31′ | (1 – 1) Rapport | 03′ Gabriel Jesus 54′ Mahrez 59′ Foden 73′ Laporte | Holloway, London Publik: 0 Domare: Stuart Atwell | Holloway, London Publik: 0 Domare: Stuart Atwell |
| 21:00 UTC+1 | 21:00 UTC+1      |               |                 |                                                    | Holloway, London Publik: 0 Domare: Stuart Atwell | Holloway, London Publik: 0 Domare: Stuart Atwell |
| 21:00 UTC+1 | 21:00 UTC+1      |               |                 |                                                    | Holloway, London Publik: 0 Domare: Stuart Atwell | Holloway, London Publik: 0 Domare: Stuart Atwell |

### Uefa Europa League

#### Gruppspel
Lottningen för gruppspelet hölls den 2 oktober 2020.
| Nr | Lag        | S | V | O | F | GM | IM | MS  | P  |
| -- | ---------- | - | - | - | - | -- | -- | --- | -- |
| 1  | Arsenal    | 6 | 6 | 0 | 0 | 20 | 7  | +13 | 18 |
| 2  | Molde FK   | 6 | 3 | 1 | 2 | 9  | 11 | −2  | 10 |
| 3  | Rapid Wien | 6 | 2 | 1 | 3 | 11 | 13 | −2  | 7  |
| 4  | Dundalk    | 6 | 0 | 0 | 6 | 8  | 19 | −11 | 0  |

#### Matcher
| 1          | 22 oktober 2020 | Rapid Wien  | 1 – 2           | Arsenal                 | Allianz Stadion                                 |                                                 |
| 18:55 CEST | 18:55 CEST      | Fountas 51′ | (0 – 0) Rapport | 70′ Luiz 74′ Aubameyang | Wien, Schweiz Domare: Pavel Královec (Tjeckien) | Wien, Schweiz Domare: Pavel Královec (Tjeckien) |
| 18:55 CEST | 18:55 CEST      |             |                 |                         | Wien, Schweiz Domare: Pavel Královec (Tjeckien) | Wien, Schweiz Domare: Pavel Královec (Tjeckien) |
| 18:55 CEST | 18:55 CEST      |             |                 |                         | Wien, Schweiz Domare: Pavel Královec (Tjeckien) | Wien, Schweiz Domare: Pavel Královec (Tjeckien) |

| 2         | 29 oktober 2020 | Arsenal                          | 3 – 0           | Dundalk | Emirates Stadium                                |                                                 |
| 21:00 CET | 21:00 CET       | Nketiah 42′ Willock 44′ Pépé 46′ | (0 – 0) Rapport |         | London, England Domare: Filip Glova (Slovakien) | London, England Domare: Filip Glova (Slovakien) |
| 21:00 CET | 21:00 CET       |                                  |                 |         | London, England Domare: Filip Glova (Slovakien) | London, England Domare: Filip Glova (Slovakien) |
| 21:00 CET | 21:00 CET       |                                  |                 |         | London, England Domare: Filip Glova (Slovakien) | London, England Domare: Filip Glova (Slovakien) |

| 3         | 5 november 2020 | Arsenal                                                  | 4 – 1           | Molde FK      | Emirates Stadium                                   |                                                    |
| 21:00 CET | 21:00 CET       | Haugen 45′ (sjm.) Sinyan 62′ (sjm.) Pépé 69′ Willock 88′ | (1 – 1) Rapport | 22′ Ellingsen | London, England Domare: Halil Umut Meler (Turkiet) | London, England Domare: Halil Umut Meler (Turkiet) |
| 21:00 CET | 21:00 CET       |                                                          |                 |               | London, England Domare: Halil Umut Meler (Turkiet) | London, England Domare: Halil Umut Meler (Turkiet) |
| 21:00 CET | 21:00 CET       |                                                          |                 |               | London, England Domare: Halil Umut Meler (Turkiet) | London, England Domare: Halil Umut Meler (Turkiet) |

| 4         | 26 november 2020 | Molde FK | 0 – 3           | Arsenal                         | Aker Stadion                                                |                                                             |
| 18:55 CET | 18:55 CET        |          | (0 – 0) Rapport | 50′ Pépé 55′ Nelson 83′ Balogun | Molde, Norge Domare: Irfan Peljto (Bosnien och Hercegovina) | Molde, Norge Domare: Irfan Peljto (Bosnien och Hercegovina) |
| 18:55 CET | 18:55 CET        |          |                 |                                 | Molde, Norge Domare: Irfan Peljto (Bosnien och Hercegovina) | Molde, Norge Domare: Irfan Peljto (Bosnien och Hercegovina) |
| 18:55 CET | 18:55 CET        |          |                 |                                 | Molde, Norge Domare: Irfan Peljto (Bosnien och Hercegovina) | Molde, Norge Domare: Irfan Peljto (Bosnien och Hercegovina) |

| 5         | 3 december 2020 | Arsenal                                           | 4 – 1           | Rapid Wien   | Emirates Stadium                                 |                                                  |
| 21:00 CET | 21:00 CET       | Lacazette 10′ Marí 17′ Nketiah 44′ Smith Rowe 66′ | (3 – 0) Rapport | 47′ Kitagawa | London, England Domare: Radu Petrescu (Rumänien) | London, England Domare: Radu Petrescu (Rumänien) |
| 21:00 CET | 21:00 CET       |                                                   |                 |              | London, England Domare: Radu Petrescu (Rumänien) | London, England Domare: Radu Petrescu (Rumänien) |
| 21:00 CET | 21:00 CET       |                                                   |                 |              | London, England Domare: Radu Petrescu (Rumänien) | London, England Domare: Radu Petrescu (Rumänien) |

| 6         | 10 december 2020 | Dundalk              | 2 – 4           | Arsenal                                        | Aviva Stadium                                |                                              |
| 18:55 CET | 18:55 CET        | Flores 22′ Hoare 85′ | (1 – 2) Rapport | 12′ Nketiah 18′ Elneny 67′ Willock 80′ Balogun | Dublin, Irland Domare: Ivan Bebek (Kroatien) | Dublin, Irland Domare: Ivan Bebek (Kroatien) |
| 18:55 CET | 18:55 CET        |                      |                 |                                                | Dublin, Irland Domare: Ivan Bebek (Kroatien) | Dublin, Irland Domare: Ivan Bebek (Kroatien) |
| 18:55 CET | 18:55 CET        |                      |                 |                                                | Dublin, Irland Domare: Ivan Bebek (Kroatien) | Dublin, Irland Domare: Ivan Bebek (Kroatien) |

#### Slutspel
Lottningen för sextondelsfinalerna ägde rum den 14 december 2020.

#### Sextondelsfinal
| Första omgången | 18 februari 2021 | Benfica          | 1 – 1           | Arsenal  | Stadio Olimpico                             |                                             |
| 21:00 CET       | 21:00 CET        | Pizzi 55′ (str.) | (0 – 0) Rapport | 67′ Saka | Rom, Italien Domare: Cüneyt Çakır (Turkiet) | Rom, Italien Domare: Cüneyt Çakır (Turkiet) |
| 21:00 CET       | 21:00 CET        |                  |                 |          | Rom, Italien Domare: Cüneyt Çakır (Turkiet) | Rom, Italien Domare: Cüneyt Çakır (Turkiet) |
| 21:00 CET       | 21:00 CET        |                  |                 |          | Rom, Italien Domare: Cüneyt Çakır (Turkiet) | Rom, Italien Domare: Cüneyt Çakır (Turkiet) |

| Andra omgången | 25 februari 2021 | Arsenal                         | 3 – 2           | Benfica                 | Karaiskakis-stadion                                    |                                                        |
| 19:55 CET      | 19:55 CET        | Aubameyang 21′, 87′ Tierney 67′ | (1 – 1) Rapport | 43′ Gonçalves 61′ Silva | Pireus, Grekland Domare: Björn Kuipers (Nederländerna) | Pireus, Grekland Domare: Björn Kuipers (Nederländerna) |
| 19:55 CET      | 19:55 CET        |                                 |                 |                         | Pireus, Grekland Domare: Björn Kuipers (Nederländerna) | Pireus, Grekland Domare: Björn Kuipers (Nederländerna) |
| 19:55 CET      | 19:55 CET        |                                 |                 |                         | Pireus, Grekland Domare: Björn Kuipers (Nederländerna) | Pireus, Grekland Domare: Björn Kuipers (Nederländerna) |

#### Åttondelsfinal
| Första omgången | 11 februari 2021 | Olympiakos   | 1 – 3           | Arsenal                             | Karaiskakis-stadion                                |                                                    |
| 21:00 CET       | 21:00 CET        | El-Arabi 58′ | (0 – 1) Rapport | 34′ Ødegaard 80′ Gabriel 85′ Elneny | Pireus, Grekland Domare: Daniel Siebert (Tyskland) | Pireus, Grekland Domare: Daniel Siebert (Tyskland) |
| 21:00 CET       | 21:00 CET        |              |                 |                                     | Pireus, Grekland Domare: Daniel Siebert (Tyskland) | Pireus, Grekland Domare: Daniel Siebert (Tyskland) |
| 21:00 CET       | 21:00 CET        |              |                 |                                     | Pireus, Grekland Domare: Daniel Siebert (Tyskland) | Pireus, Grekland Domare: Daniel Siebert (Tyskland) |

| Andra omgången | 18 mars 2021 | Arsenal | 0 – 1   | Olympiakos   | Emirates Stadium                                                    |                                                                     |
| 19:55 CET      | 19:55 CET    |         | (0 – 0) | 51′ El-Arabi | London, England Publik: 0 Domare: Carlos del Cerro Grande (Spanien) | London, England Publik: 0 Domare: Carlos del Cerro Grande (Spanien) |
| 19:55 CET      | 19:55 CET    |         |         |              | London, England Publik: 0 Domare: Carlos del Cerro Grande (Spanien) | London, England Publik: 0 Domare: Carlos del Cerro Grande (Spanien) |
| 19:55 CET      | 19:55 CET    |         |         |              | London, England Publik: 0 Domare: Carlos del Cerro Grande (Spanien) | London, England Publik: 0 Domare: Carlos del Cerro Grande (Spanien) |

#### Kvartsfinal
| Första omgången | 8 april 2021 | Arsenal  | 1 – 1           | Slavia Prag | Emirates Stadium                                           |                                                            |
| 21:00 CET       | 21:00 CET    | Pépé 86′ | (0 – 0) Rapport | 90+4′ Holeš | London, England Publik: 0 Domare: Andréas Ekberg (Sverige) | London, England Publik: 0 Domare: Andréas Ekberg (Sverige) |
| 21:00 CET       | 21:00 CET    |          |                 |             | London, England Publik: 0 Domare: Andréas Ekberg (Sverige) | London, England Publik: 0 Domare: Andréas Ekberg (Sverige) |
| 21:00 CET       | 21:00 CET    |          |                 |             | London, England Publik: 0 Domare: Andréas Ekberg (Sverige) | London, England Publik: 0 Domare: Andréas Ekberg (Sverige) |

| Andra omgången | 15 april 2021 | Slavia Prag | 0 – 4           | Arsenal                                              | Sinobo Stadium                                            |                                                           |
| 21:00 CET      | 21:00 CET     |             | (0 – 3) Rapport | 18′ Pépé 21′ (str.) Lacazette 24′ Saka 77′ Lacazette | Prag, Tjeckien Publik: 750 Domare: Cüneyt Çakır (Turkiet) | Prag, Tjeckien Publik: 750 Domare: Cüneyt Çakır (Turkiet) |
| 21:00 CET      | 21:00 CET     |             |                 |                                                      | Prag, Tjeckien Publik: 750 Domare: Cüneyt Çakır (Turkiet) | Prag, Tjeckien Publik: 750 Domare: Cüneyt Çakır (Turkiet) |
| 21:00 CET      | 21:00 CET     |             |                 |                                                      | Prag, Tjeckien Publik: 750 Domare: Cüneyt Çakır (Turkiet) | Prag, Tjeckien Publik: 750 Domare: Cüneyt Çakır (Turkiet) |

#### Semifinal
| Första omgången | 20 april 2021 | Villareal               | 2 – 1           | Arsenal         | El Madrigal                                                       |                                                                   |
| 21:00 CET       | 21:00 CET     | Trigueros 5′ Albiol 29′ | (2 – 0) Rapport | 73′ (str.) Pépé | Villareal, Spanien Publik: 0 Domare: Artur Soares Dias (Portugal) | Villareal, Spanien Publik: 0 Domare: Artur Soares Dias (Portugal) |
| 21:00 CET       | 21:00 CET     |                         |                 |                 | Villareal, Spanien Publik: 0 Domare: Artur Soares Dias (Portugal) | Villareal, Spanien Publik: 0 Domare: Artur Soares Dias (Portugal) |
| 21:00 CET       | 21:00 CET     |                         |                 |                 | Villareal, Spanien Publik: 0 Domare: Artur Soares Dias (Portugal) | Villareal, Spanien Publik: 0 Domare: Artur Soares Dias (Portugal) |

| Andra omgången | 6 maj 2021 | Arsenal | 0 –0            | Villareal | Emirates Stadium                                            |                                                             |
| 21:00 CET      | 21:00 CET  |         | (0 – 0) Rapport |           | London, England Publik: 0 Domare: Slavko Vinčić (Slovenien) | London, England Publik: 0 Domare: Slavko Vinčić (Slovenien) |
| 21:00 CET      | 21:00 CET  |         |                 |           | London, England Publik: 0 Domare: Slavko Vinčić (Slovenien) | London, England Publik: 0 Domare: Slavko Vinčić (Slovenien) |
| 21:00 CET      | 21:00 CET  |         |                 |           | London, England Publik: 0 Domare: Slavko Vinčić (Slovenien) | London, England Publik: 0 Domare: Slavko Vinčić (Slovenien) |

## Statistik

### Spelade matcher
Spelare som inte medverkat i en match inkluderas inte i listan.
| Nr                                       | Pos. | Nat.                    | Namn                      | Premier League | Premier League | FA-cupen | FA-cupen | Ligacupen | Ligacupen | Europa League | Europa League | Community Shield | Community Shield | Totalt  | Totalt |
| Nr                                       | Pos. | Nat.                    | Namn                      | Matcher        | Mål            | Matcher  | Mål      | Matcher   | Mål       | Matcher       | Mål           | Matcher          | Mål              | Matcher | Mål    |
| ---------------------------------------- | ---- | ----------------------- | ------------------------- | -------------- | -------------- | -------- | -------- | --------- | --------- | ------------- | ------------- | ---------------- | ---------------- | ------- | ------ |
| 1                                        | GK   | Tyskland                | Bernd Leno                | 35             | 0              | 2        | 0        | 2         | 0         | 10            | 0             | 0                | 0                | 49      | 0      |
| 2                                        | DF   | Spanien                 | Héctor Bellerín           | 24 (1)         | 1              | 1        | 0        | 0 (1)     | 0         | 6 (1)         | 0             | 1                | 0                | 32 (3)  | 1      |
| 3                                        | DF   | Skottland               | Kieran Tierney            | 26 (1)         | 1              | 1        | 0        | 0         | 0         | 4 (5)         | 1             | 1                | 0                | 32 (6)  | 2      |
| 6                                        | DF   | Brasilien               | Gabriel                   | 22 (1)         | 2              | 1        | 0        | 2         | 0         | 6             | 1             | 0                | 0                | 31 (1)  | 3      |
| 7                                        | MF   | England                 | Bukayo Saka               | 30 (2)         | 5              | 0 (2)    | 0        | 2         | 0         | 8 (1)         | 2             | 1                | 0                | 41 (5)  | 7      |
| 8                                        | MF   | Spanien                 | Dani Ceballos             | 17 (8)         | 0              | 0        | 0        | 2 (1)     | 0         | 6 (6)         | 0             | 0                | 0                | 25 (15) | 0      |
| 9                                        | FW   | Frankrike               | Alexandre Lacazette       | 22 (9)         | 13             | 0 (2)    | 0        | 1 (1)     | 1         | 5 (3)         | 3             | 0                | 0                | 28 (15) | 17     |
| 11                                       | MF   | Norge                   | Martin Ødegaard           | 9 (5)          | 1              | 0        | 0        | 0         | 0         | 5 (1)         | 1             | 0                | 0                | 14 (6)  | 2      |
| 12                                       | FW   | Brasilien               | Willian                   | 16 (9)         | 1              | 2        | 0        | 0 (1)     | 0         | 3 (6)         | 0             | 0                | 0                | 21 (16) | 1      |
| 13                                       | GK   | Island                  | Rúnar Alex Rúnarsson      | 0 (1)          | 0              | 0        | 0        | 1         | 0         | 4             | 0             | 0                | 0                | 5 (1)   | 0      |
| 14                                       | FW   | Gabon                   | Pierre-Emerick Aubameyang | 26 (3)         | 10             | 1        | 1        | 0         | 0         | 5 (3)         | 3             | 1                | 1                | 33 (6)  | 15     |
| 16                                       | DF   | England                 | Rob Holding               | 28 (2)         | 0              | 1        | 0        | 2         | 0         | 4 (1)         | 0             | 1                | 0                | 36 (3)  | 0      |
| 17                                       | DF   | Portugal                | Cédric Soares             | 8 (2)          | 0              | 2        | 0        | 2         | 0         | 7 (2)         | 0             | 0 (1)            | 0                | 19 (5)  | 0      |
| 18                                       | MF   | Ghana                   | Thomas Partey             | 18 (6)         | 0              | 0 (1)    | 0        | 0         | 0         | 6 (2)         | 0             | 0                | 0                | 24 (9)  | 0      |
| 19                                       | FW   | Elfenbenskusten         | Nicolas Pépé              | 16 (13)        | 10             | 2        | 0        | 2 (1)     | 0         | 10 (3)        | 6             | 0                | 0                | 30 (17) | 16     |
| 21                                       | DF   | England                 | Calum Chambers            | 8 (2)          | 0              | 0        | 0        | 0         | 0         | 3 (3)         | 0             | 0                | 0                | 11 (5)  | 0      |
| 22                                       | DF   | Spanien                 | Pablo Marí                | 10             | 0              | 1        | 0        | 0         | 0         | 5             | 1             | 0                | 0                | 16      | 1      |
| 23                                       | DF   | Brasilien               | David Luiz                | 17 (3)         | 1              | 1        | 0        | 1         | 0         | 7             | 1             | 1                | 0                | 27 (3)  | 2      |
| 24                                       | FW   | England                 | Reiss Nelson              | 0 (2)          | 0              | 1        | 0        | 1         | 0         | 3 (1)         | 1             | 0 (1)            | 0                | 5 (4)   | 1      |
| 25                                       | MF   | Egypten                 | Mohamed Elneny            | 17 (6)         | 1              | 2        | 0        | 2 (1)     | 0         | 5 (7)         | 2             | 1                | 0                | 27 (14) | 3      |
| 30                                       | FW   | England                 | Eddie Nketiah             | 4 (13)         | 2              | 1        | 0        | 2         | 1         | 6 (2)         | 3             | 1                | 0                | 14 (15) | 6      |
| 32                                       | MF   | England                 | Emile Smith Rowe          | 18 (2)         | 2              | 0 (1)    | 1        | 0 (1)     | 0         | 8 (3)         | 1             | 0                | 0                | 26 (7)  | 4      |
| 33                                       | GK   | Australien              | Mathew Ryan               | 3              | 0              | 0        | 0        | 0         | 0         | 0             | 0             | 0                | 0                | 3       | 0      |
| 34                                       | MF   | Schweiz                 | Granit Xhaka              | 29 (2)         | 1              | 1 (1)    | 0        | 1         | 0         | 10            | 0             | 1                | 0                | 42 (3)  | 1      |
| 35                                       | FW   | Brasilien               | Gabriel Martinelli        | 7 (7)          | 2              | 1        | 0        | 1         | 0         | 0 (6)         | 0             | 0                | 0                | 9 (13)  | 2      |
| 38                                       | FW   | England                 | Folarin Balogun           | 0              | 0              | 0        | 0        | 0 (1)     | 0         | 0 (5)         | 2             | 0                | 0                | 0 (6)   | 2      |
| 41                                       | MF   | England                 | Ben Cottrell              | 0              | 0              | 0        | 0        | 0         | 0         | 0 (1)         | 0             | 0                | 0                | 0(1)    | 0      |
| 66                                       | MF   | England                 | Miguel Azeez              | 0              | 0              | 0        | 0        | 0         | 0         | 0 (1)         | 0             | 0                | 0                | 0 (1)   | 0      |
| Players on loan but featured this season |      |                         |                           |                |                |          |          |           |           |               |               |                  |                  |         |        |
| 15                                       | MF   | England                 | Ainsley Maitland-Niles    | 5 (6)          | 0              | 0 (1)    | 0        | 2 (1)     | 0         | 5             | 0             | 1                | 0                | 13 (8)  | 0      |
| 28                                       | MF   | England                 | Joe Willock               | 2 (5)          | 0              | 1        | 0        | 3         | 0         | 4 (1)         | 3             | 0(1)             | 0                | 10 (7)  | 3      |
| 31                                       | DF   | Bosnien och Hercegovina | Sead Kolašinac            | 1              | 0              | 0        | 0        | 3         | 0         | 4             | 0             | 0(1)             | 0                | 8 (1)   | 0      |
| Players sold but featured this season    |      |                         |                           |                |                |          |          |           |           |               |               |                  |                  |         |        |
| 20                                       | DF   | Tyskland                | Shkodran Mustafi          | 0 (3)          | 0              | 0        | 0        | 1         | 0         | 5             | 0             | 0                | 0                | 6 (3)   | 0      |
| 26                                       | GK   | Argentina               | Emiliano Martínez         | 0              | 0              | 0        | 0        | 0         | 0         | 0             | 0             | 1                | 0                | 1       | 0      |

### Målgörare
| Pos      | Nr       | Pos      | Nat             | Namn                      | Premier League | FA-cupen | Liga-cupen | Europa League | Community Shield | Totalt |
| -------- | -------- | -------- | --------------- | ------------------------- | -------------- | -------- | ---------- | ------------- | ---------------- | ------ |
| 1        | 9        | ANF      | Frankrike       | Alexandre Lacazette       | 13             | 0        | 1          | 3             | 0                | 17     |
| 2        | 19       | ANF      | Elfenbenskusten | Nicolas Pépé              | 10             | 0        | 0          | 6             | 0                | 16     |
| 3        | 14       | ANF      | Gabon           | Pierre-Emerick Aubameyang | 10             | 1        | 0          | 3             | 1                | 15     |
| 4        | 7        | MF       | England         | Bukayo Saka               | 5              | 0        | 0          | 2             | 0                | 7      |
| 5        | 30       | ANF      | Frankrike       | Eddie Nketiah             | 2              | 0        | 1          | 3             | 0                | 6      |
| 6        | 32       | MF       | England         | Emile Smith Rowe          | 2              | 1        | 0          | 1             | 0                | 4      |
| 7        | 6        | FÖR      | Brasilien       | Gabriel                   | 2              | 0        | 0          | 1             | 0                | 3      |
| 7        | 25       | MF       | Egypten         | Mohamed Elneny            | 1              | 0        | 0          | 2             | 0                | 3      |
| 7        | 28       | MF       | England         | Joe Willock               | 0              | 0        | 0          | 3             | 0                | 3      |
| 10       | 3        | FÖR      | Skottland       | Kieran Tierney            | 1              | 0        | 0          | 1             | 0                | 2      |
| 10       | 11       | MF       | Norge           | Martin Ødegaard           | 1              | 0        | 0          | 1             | 0                | 2      |
| 10       | 23       | FÖR      | Brasilien       | David Luiz                | 1              | 0        | 0          | 1             | 0                | 2      |
| 10       | 35       | ANF      | Brasilien       | Gabriel Martinelli        | 2              | 0        | 0          | 0             | 0                | 2      |
| 10       | 38       | ANF      | England         | Folarin Balogun           | 0              | 0        | 0          | 2             | 0                | 2      |
| 15       | 2        | FÖR      | Spanien         | Héctor Bellerín           | 1              | 0        | 0          | 0             | 0                | 1      |
| 15       | 12       | FÖR      | Brasilien       | Willian                   | 1              | 0        | 0          | 0             | 0                | 1      |
| 15       | 22       | FÖR      | Spanien         | Pablo Marí                | 0              | 0        | 0          | 1             | 0                | 1      |
| 15       | 24       | MF       | England         | Reiss Nelson              | 0              | 0        | 0          | 1             | 0                | 1      |
| 15       | 34       | MF       | Schweiz         | Granit Xhaka              | 1              | 0        | 0          | 0             | 0                | 1      |
| Självmål | Självmål | Självmål | Självmål        | Självmål                  | 0              | 0        | 1          | 2             | 0                | 3      |
| Totalt   | Totalt   | Totalt   | Totalt          | Totalt                    | 56             | 2        | 3          | 33            | 1                | 94     |

### Assist
| Rank   | Nr     | Pos    | Nat             | Namn                      | Premier League | FA-cupen | Ligacupen | Europa League | Community Shield | Totalt |
| ------ | ------ | ------ | --------------- | ------------------------- | -------------- | -------- | --------- | ------------- | ---------------- | ------ |
| 1      | 32     | MF     | England         | Emile Smith Rowe          | 4              | 0        | 0         | 3             | 0                | 7      |
| 1      | 7      | MF     | England         | Bukayo Saka               | 3              | 0        | 0         | 3             | 1                | 7      |
| 1      | 12     | MF     | Brasilien       | Willian                   | 5              | 0        | 0         | 2             | 0                | 7      |
| 4      | 19     | ANF    | Elfenbenskusten | Nicolas Pépé              | 1              | 0        | 0         | 4             | 0                | 5      |
| 5      | 3      | FÖR    | Skottland       | Kieran Tierney            | 3              | 1        | 0         | 0             | 0                | 4      |
| 5      | 14     | ANF    | Gabon           | Pierre-Emerick Aubameyang | 3              | 0        | 0         | 1             | 0                | 4      |
| 7      | 2      | FÖR    | Spanien         | Hector Bellerin           | 2              | 0        | 0         | 1             | 0                | 3      |
| 7      | 8      | MF     | Spanien         | Dani Ceballos             | 3              | 0        | 0         | 0             | 0                | 3      |
| 7      | 9      | ANF    | Frankrike       | Alexandre Lacazette       | 2              | 1        | 0         | 0             | 0                | 3      |
| 7      | 18     | MF     | Ghana           | Thomas Partey             | 2              | 0        | 0         | 1             | 0                | 3      |
| 7      | 18     | FÖR    | England         | Calum Chambers            | 2              | 0        | 0         | 1             | 0                | 3      |
| 7      | 28     | MF     | England         | Joe Willock               | 0              | 0        | 0         | 3             | 0                | 3      |
| 13     | 17     | FÖR    | Portugal        | Cédric Soares             | 1              | 0        | 0         | 1             | 0                | 2      |
| 13     | 34     | MF     | Schweiz         | Granit Xhaka              | 2              | 0        | 0         | 0             | 0                | 2      |
| 13     | 11     | MF     | Norge           | Martin Ødegaard           | 2              | 0        | 0         | 0             | 0                | 2      |
| 13     | 35     | ANF    | Brasilien       | Gabriel Martinelli        | 0              | 0        | 0         | 1             | 0                | 1      |
| 17     | 6      | FÖR    | Brasilien       | Gabriel                   | 1              | 0        | 1         | 0             | 0                | 2      |
| 17     | 15     | MF     | England         | Ainsley Maitland-Niles    | 0              | 0        | 0         | 1             | 0                | 1      |
| 17     | 16     | FÖR    | England         | Rob Holding               | 1              | 0        | 0         | 0             | 0                | 1      |
| 17     | 24     | MF     | England         | Reiss Nelson              | 0              | 0        | 0         | 1             | 0                | 1      |
| 17     | 30     | ANF    | England         | Eddie Nketiah             | 1              | 0        | 0         | 0             | 0                | 1      |
| 17     | 38     | ANF    | England         | Folarin Balogun           | 0              | 0        | 0         | 1             | 0                | 1      |
| Totalt | Totalt | Totalt | Totalt          | Totalt                    | 36             | 2        | 1         | 24            | 1                | 64     |

### Gula och röda kort
| Rank   | Nr     | Pos    | Nat             | Namn                      | Premier League | Premier League | FA-cupen  | FA-cupen  | Ligacupen | Ligacupen | Europa League | Europa League | Community Shield | Community Shield | Totalt    | Totalt    |
| Rank   | Nr     | Pos    | Nat             | Namn                      | Gult kort      | Rött kort      | Gult kort | Rött kort | Gult kort | Rött kort | Gult kort     | Rött kort     | Gult kort        | Rött kort        | Gult kort | Rött kort |
| ------ | ------ | ------ | --------------- | ------------------------- | -------------- | -------------- | --------- | --------- | --------- | --------- | ------------- | ------------- | ---------------- | ---------------- | --------- | --------- |
| 1      | 34     | MF     | Schweiz         | Granit Xhaka              | 7              | 1              | 0         | 0         | 1         | 0         | 1             | 0             | 0                | 0                | 9         | 1         |
| 2      | 6      | F      | Brasilien       | Gabriel                   | 2              | 1              | 0         | 0         | 0         | 0         | 1             | 0             | 0                | 0                | 3         | 1         |
| 3      | 19     | A      | Elfenbenskusten | Nicolas Pépé              | 1              | 1              | 0         | 0         | 0         | 0         | 0             | 0             | 0                | 0                | 1         | 1         |
| 4      | 2      | F      | Spanien         | Héctor Bellerín           | 8              | 0              | 0         | 0         | 0         | 0         | 0             | 0             | 0                | 0                | 8         | 0         |
| 5      | 25     | MF     | Egypten         | Mohamed Elneny            | 3              | 0              | 0         | 0         | 2         | 0         | 1             | 0             | 0                | 0                | 6         | 0         |
| 6      | 3      | F      | Skottland       | Kieran Tierney            | 4              | 0              | 0         | 0         | 0         | 0         | 1             | 0             | 0                | 0                | 5         | 0         |
| 6      | 8      | MF     | Spanien         | Dani Ceballos             | 4              | 0              | 0         | 0         | 0         | 0         | 1             | 1             | 0                | 0                | 5         | 1         |
| 6      | 9      | A      | Frankrike       | Alexandre Lacazette       | 3              | 0              | 0         | 0         | 0         | 0         | 1             | 0             | 0                | 0                | 4         | 0         |
| 6      | 17     | F      | Portugal        | Cédric Soares             | 1              | 0              | 1         | 0         | 1         | 0         | 1             | 0             | 0                | 0                | 4         | 0         |
| 10     | 14     | A      | Gabon           | Pierre-Emerick Aubameyang | 2              | 0              | 0         | 0         | 0         | 0         | 0             | 0             | 0                | 0                | 2         | 0         |
| 10     | 16     | F      | England         | Rob Holding               | 2              | 0              | 0         | 0         | 0         | 0         | 0             | 0             | 0                | 0                | 2         | 0         |
| 10     | 23     | F      | Brasilien       | David Luiz                | 1              | 1              | 0         | 0         | 0         | 0         | 1             | 0             | 0                | 0                | 2         | 1         |
| 10     | 18     | MF     | Ghana           | Thomas Partey             | 5              | 0              | 0         | 0         | 0         | 0         | 2             | 0             | 0                | 0                | 7         | 0         |
| 10     | 28     | A      | England         | Joe Willock               | 1              | 0              | 0         | 0         | 0         | 0         | 1             | 0             | 0                | 0                | 2         | 0         |
| 10     | 20     | F      | Tyskland        | Shkodran Mustafi          | 0              | 0              | 0         | 0         | 1         | 0         | 1             | 0             | 0                | 0                | 2         | 0         |
| 15     | 22     | F      | Spanien         | Pablo Marí                | 2              | 0              | 0         | 0         | 0         | 0         | 0             | 0             | 0                | 0                | 2         | 0         |
| 15     | 32     | MF     | England         | Emile Smith Rowe          | 0              | 0              | 1         | 0         | 0         | 0         | 0             | 0             | 0                | 0                | 1         | 0         |
| 15     | 1      | MV     | Tyskland        | Bernd Leno                | 0              | 1              | 0         | 0         | 0         | 0         | 1             | 0             | 0                | 0                | 1         | 1         |
| 15     | 30     | A      | England         | Eddie Nketiah             | 0              | 0              | 0         | 0         | 0         | 0         | 2             | 0             | 0                | 0                | 2         | 0         |
| Totals | Totals | Totals | Totals          | Totals                    | 27             | 3              | 2         | 0         | 5         | 0         | 9             | 0             | 0                | 0                | 43        | 4         |

### Hållna nollor
| Rank   | Nr     | Pos    | Nat        | Namn                 | Premier League | FA-cupen | Ligacupen | Europa League | Community Shield | Total |
| ------ | ------ | ------ | ---------- | -------------------- | -------------- | -------- | --------- | ------------- | ---------------- | ----- |
| 1      | 1      | MV     | Tyskland   | Bernd Leno           | 10             | 1        | 2         | 2             | 0                | 15    |
| 2      | 13     | MV     | Island     | Rúnar Alex Rúnarsson | 0              | 0        | 0         | 2             | 0                | 2     |
| 3      | 33     | MV     | Australien | Mathew Ryan          | 1              | 0        | 0         | 0             | 0                | 1     |
| Totalt | Totalt | Totalt | Totalt     | Totalt               | 11             | 1        | 2         | 4             | 0                | 18    |